# 西ポモージェ県
西ポモージェ県（West Pomeranian Voivodeship (ポーランド語: województwo zachodniopomorskie, 発音 [vɔjɛˈvut͡stfɔ zaˌxɔdɲɔpɔˈmɔrskʲɛ] ( 音声ファイル))）は、ポーランド北西部の県である。県都はシュチェチン。バルト海に面している。ドイツと接していて、国内ではルブシュ県、ヴィエルコポルスカ県、ポモージェ県と接している。1999年1月1日、ポーランドの地方行政区画の改正にともない誕生した。主に旧シュチェチン県、旧コシャリン県からなり、旧ゴジュフ県、スウプスク県、ピワ県の一部も含む。
ポメラニア地方としてポーランド、デンマーク、スウェーデン、ドイツが領有権を求めて争った。第二次世界大戦まではドイツ領であった。ドイツ領時代は後ポンメルン（ヒンターポンメルン）地方と呼ばれた。オーデル・ナイセ線が国境として確定されたのに伴い、数百年ぶりにポーランド領に復帰した。

## 地域区分
- 郡 (Powiat)

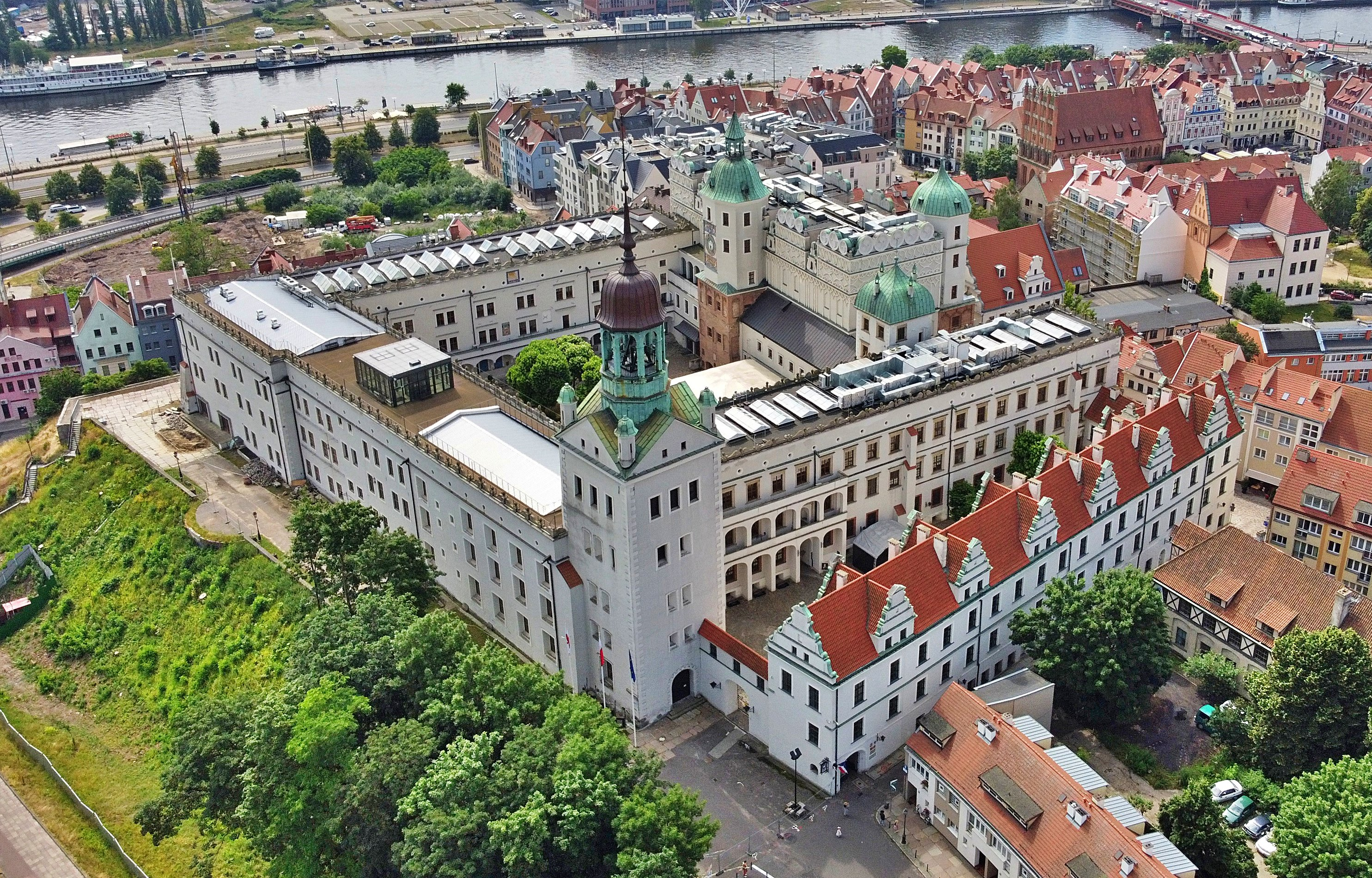
シュチェチン

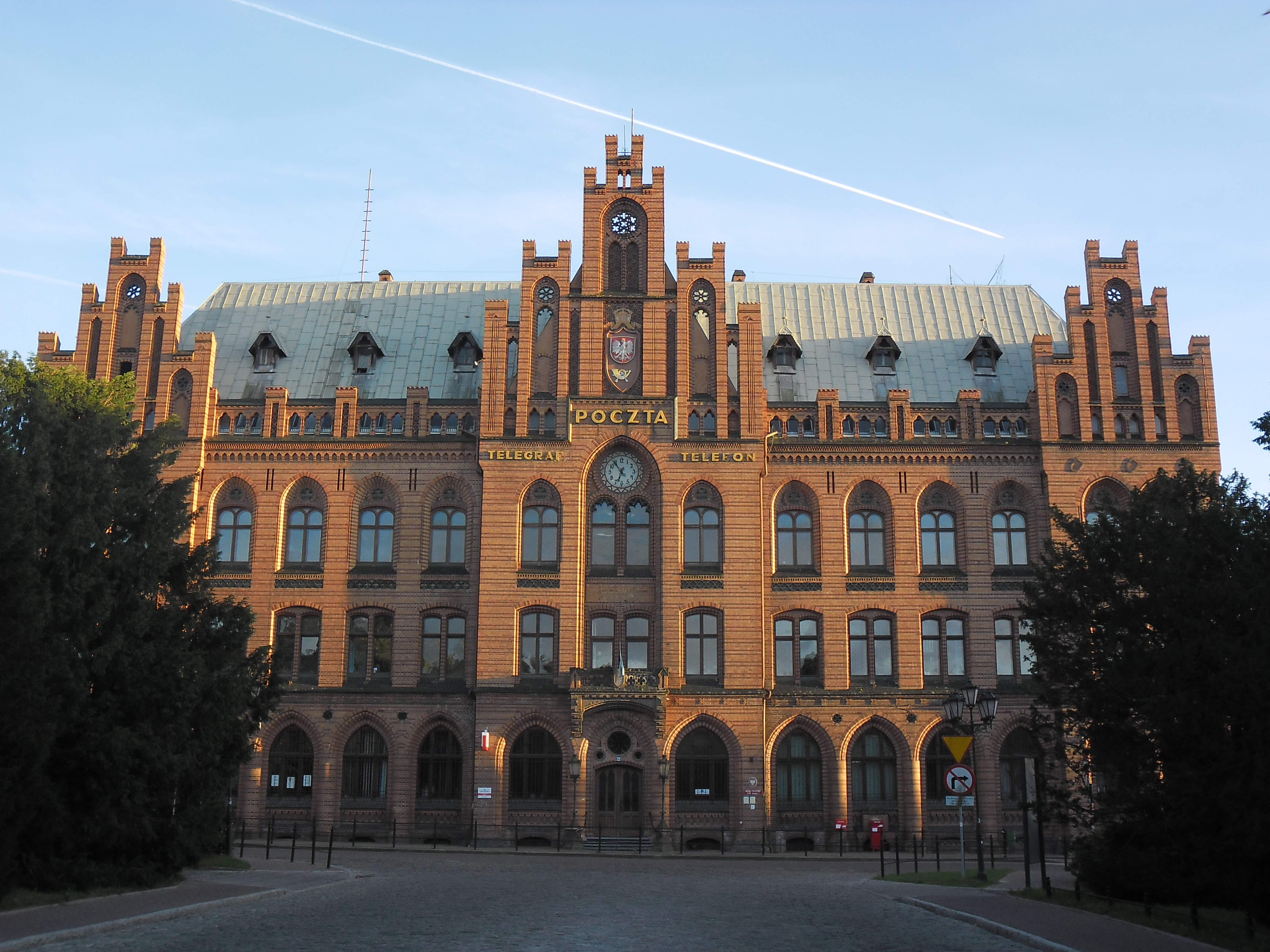
コシャリン

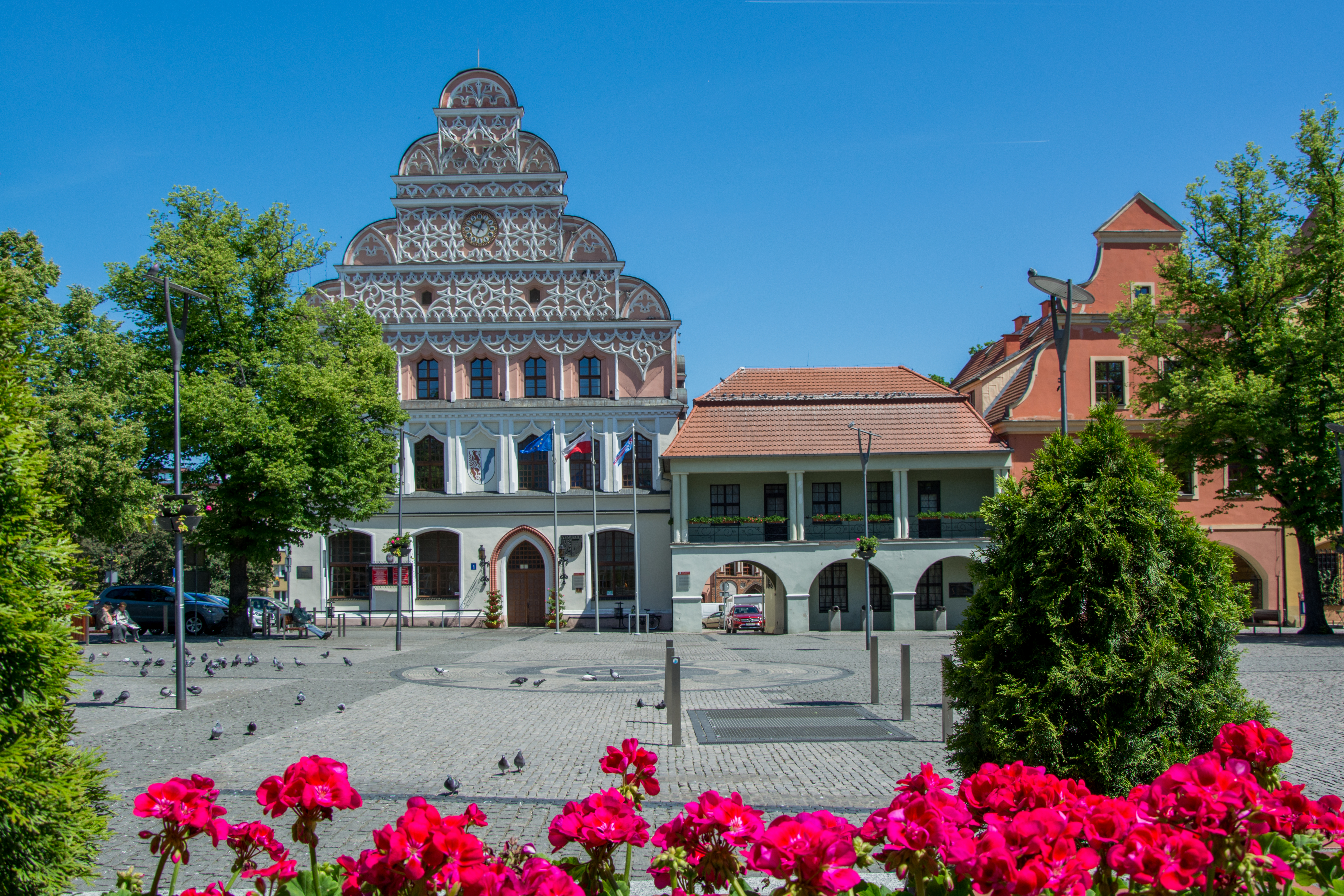
スタルガルト

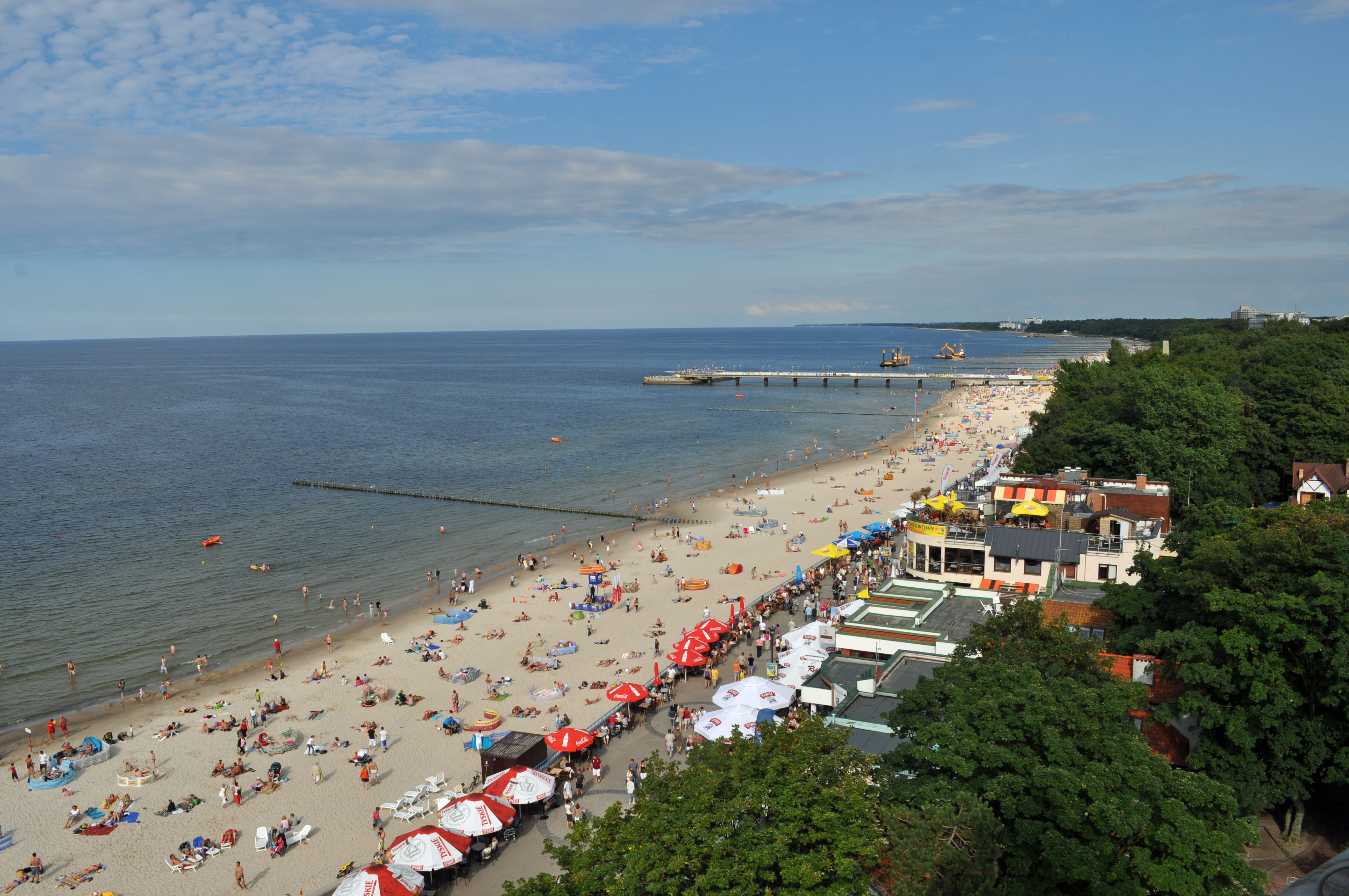
コウォブジェク

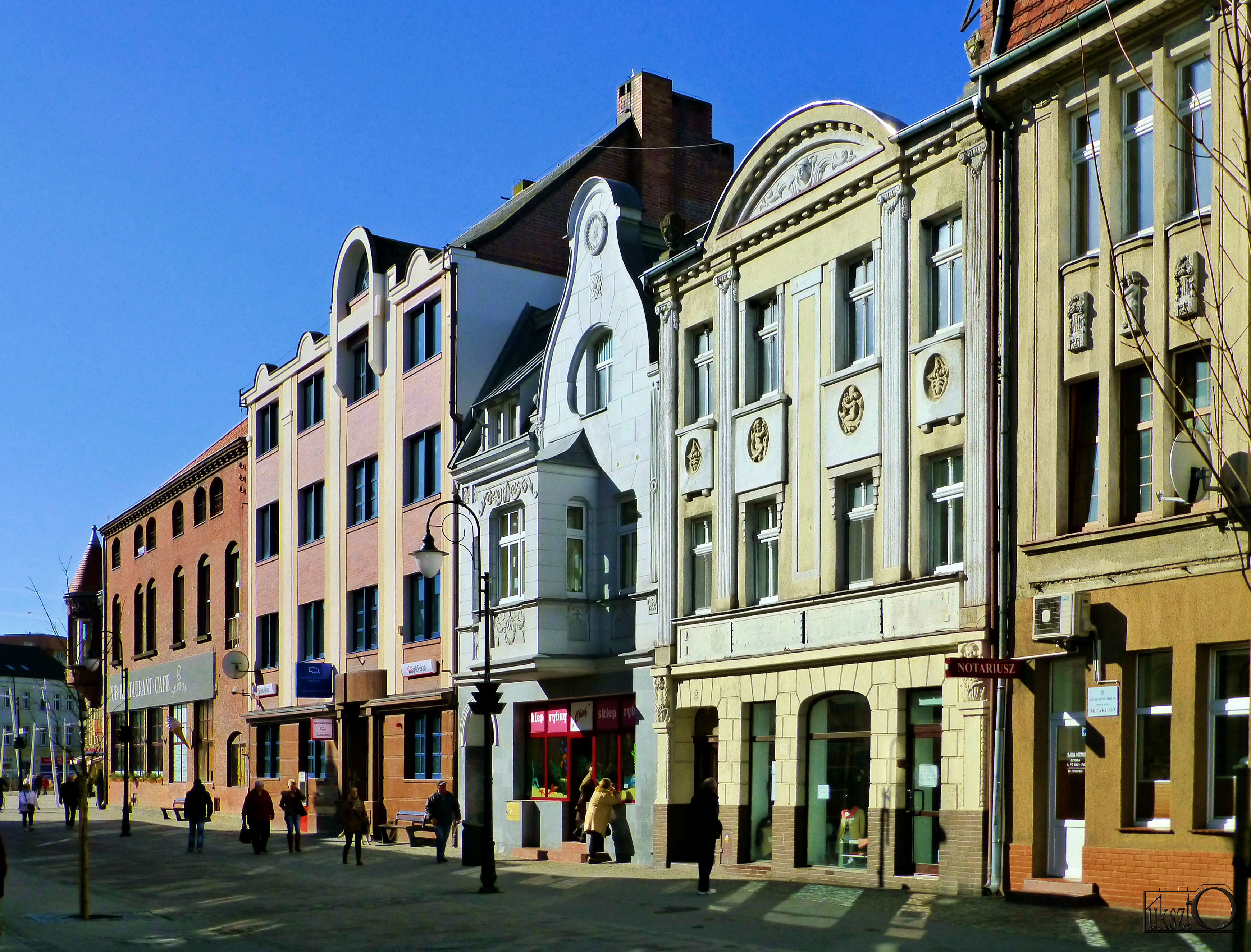
シフィノウイシチェ

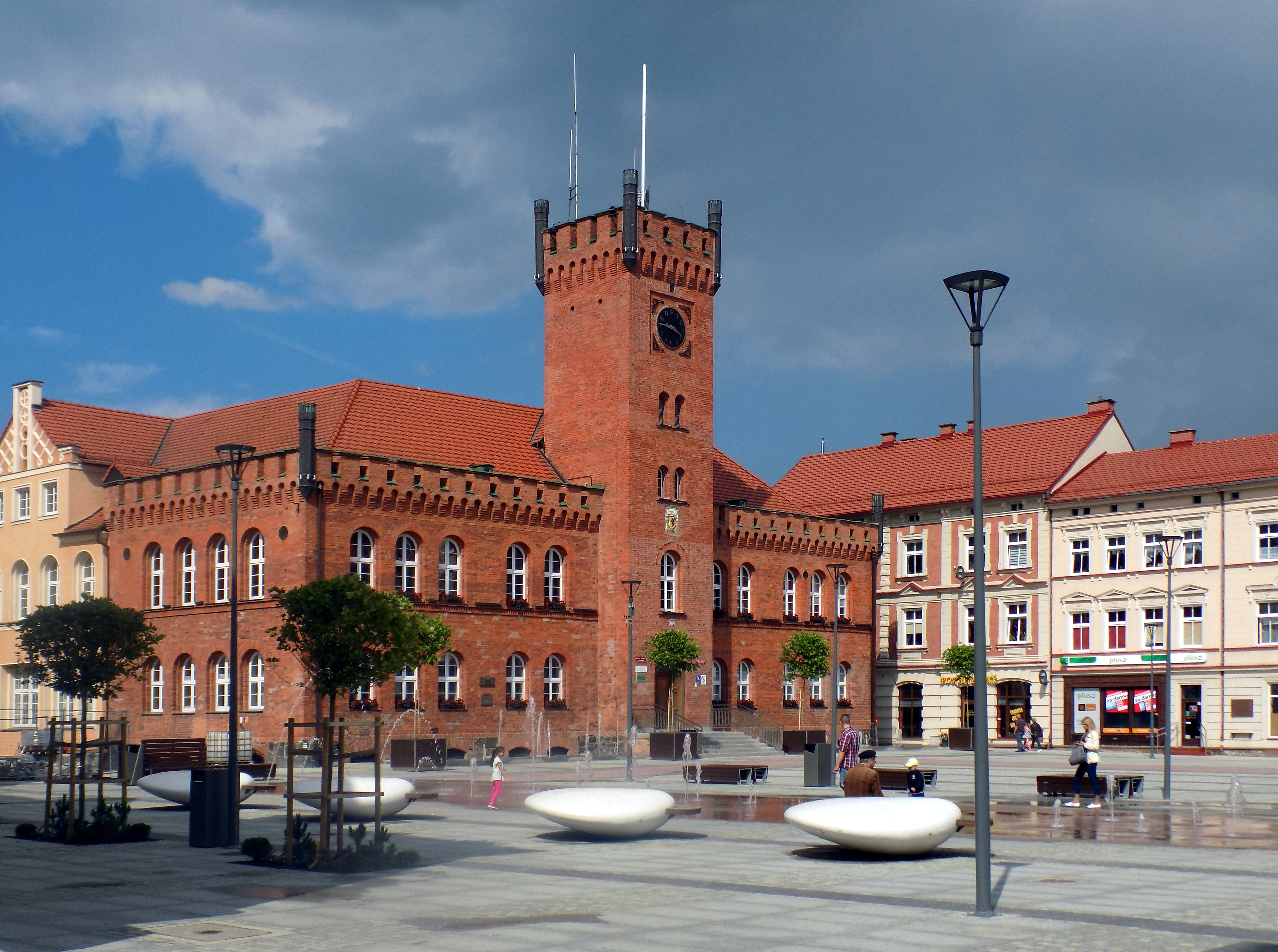
シュチェチネク

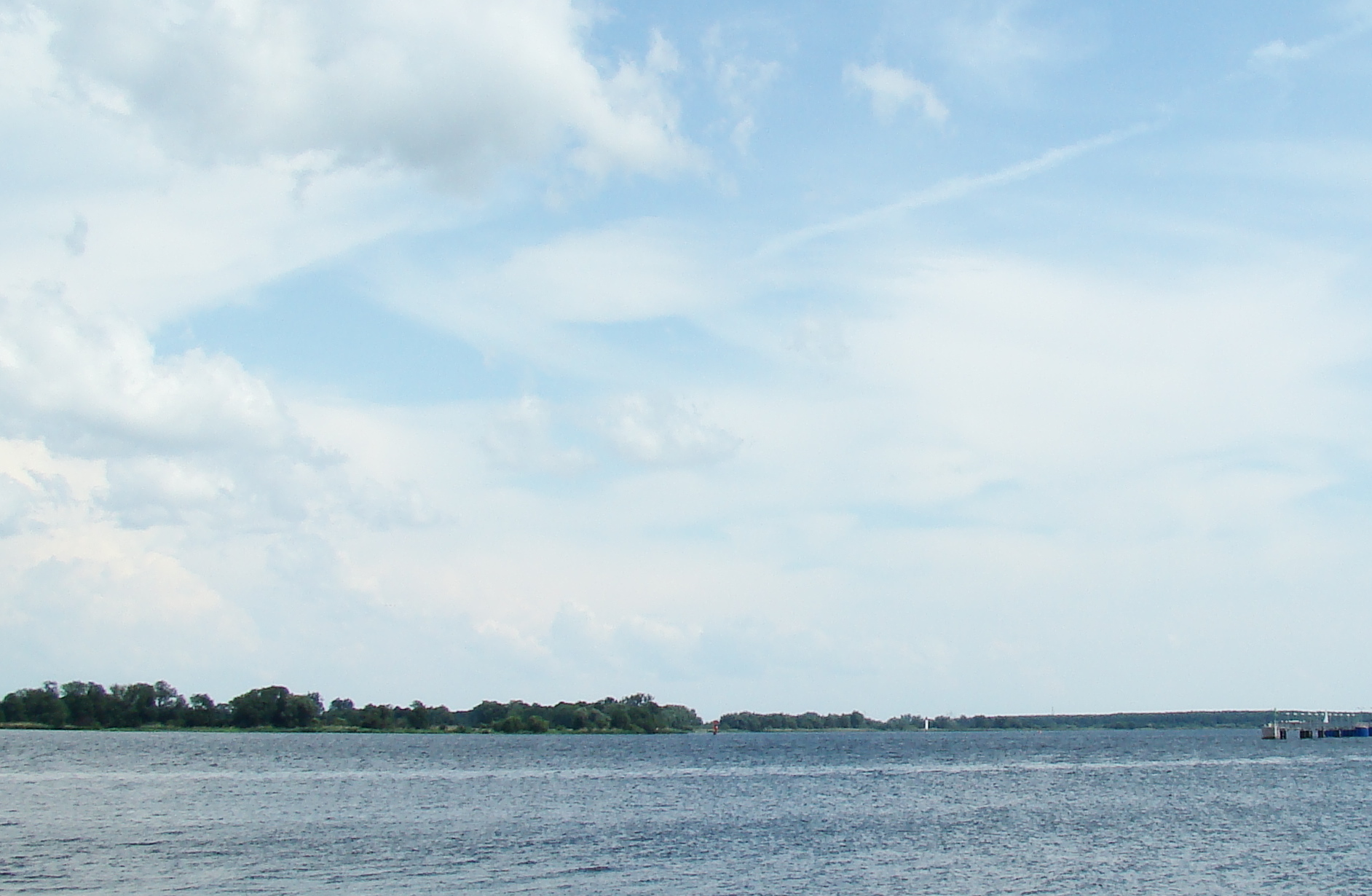
ポリツェ

  - ビャウォガルト郡 (Powiat białogardzki)
  - ホシュチュノ郡 (Powiat choszczeński)
  - ドラフスコ郡 (Powiat drawski)
  - ゴレニュフ郡 (Powiat goleniowski)
  - グルィフィツェ郡 (Powiat gryficki)
  - グルィフィノ郡 (Powiat gryfiński)
  - カミェン郡 (Powiat kamieński)
  - コウォブジェク郡 (Powiat kołobrzeski)
  - コシャリン郡 (Powiat koszaliński)
  - ウォベス郡 (Powiat łobeski)
  - ムィシリブシュ郡 (Powiat myśliborski)
  - ポリツェ郡 (Powiat policki)
  - プィジツェ郡 (Powiat pyrzycki)
  - スワヴノ郡 (Powiat sławieński)
  - スタルガルト郡 (Powiat stargardzki)
  - シュチェチネック郡 (Powiat szczecinecki)
  - シフィドヴィン郡 (Powiat świdwiński)
  - ヴァウチュ郡 (Powiat wałecki)
- 特別市

1. シュチェチン (402,067人)
2. コシャリン (107,225人)
3. スタルガルト (67,795人)
4. コウォブジェク (46,309人)
5. シフィノウイシチェ (40,883人)

## 観光地

### コウォブジェク
バルト海沿岸のリゾートタウン。遅くとも6世紀にはスラヴ人の村が作られ、塩田によって塩が生産された。972年からポーランド領。ポーランド語でコウォ（Koło）は「サークル」、ブジェク（Brzeg）は「砦」を表し、コウォブジェクは「丸い形をした砦」の意味。11世紀に先住民による自治が回復したが1107年より再度ポーランド領。12世紀よりデンマーク領のちに神聖ローマ帝国領ポメラニア公国の一部となる。1255よりハンザ同盟に加盟、17世紀よりプロイセン領となりのちにドイツ帝国領。第二次世界大戦後から再びポーランド領。第二次世界大戦ではドイツ軍とソ連軍の戦い、特にドイツ海軍による艦砲射撃により市街地のほとんどすべてが破壊された。戦後ポーランド市民の手によって中世の街並みが再建された。現在は海岸沿いのサマーリゾートとして国内外から観光客がやってくる。街の公式サイト（英語・ポーランド語・ドイツ語）あり。

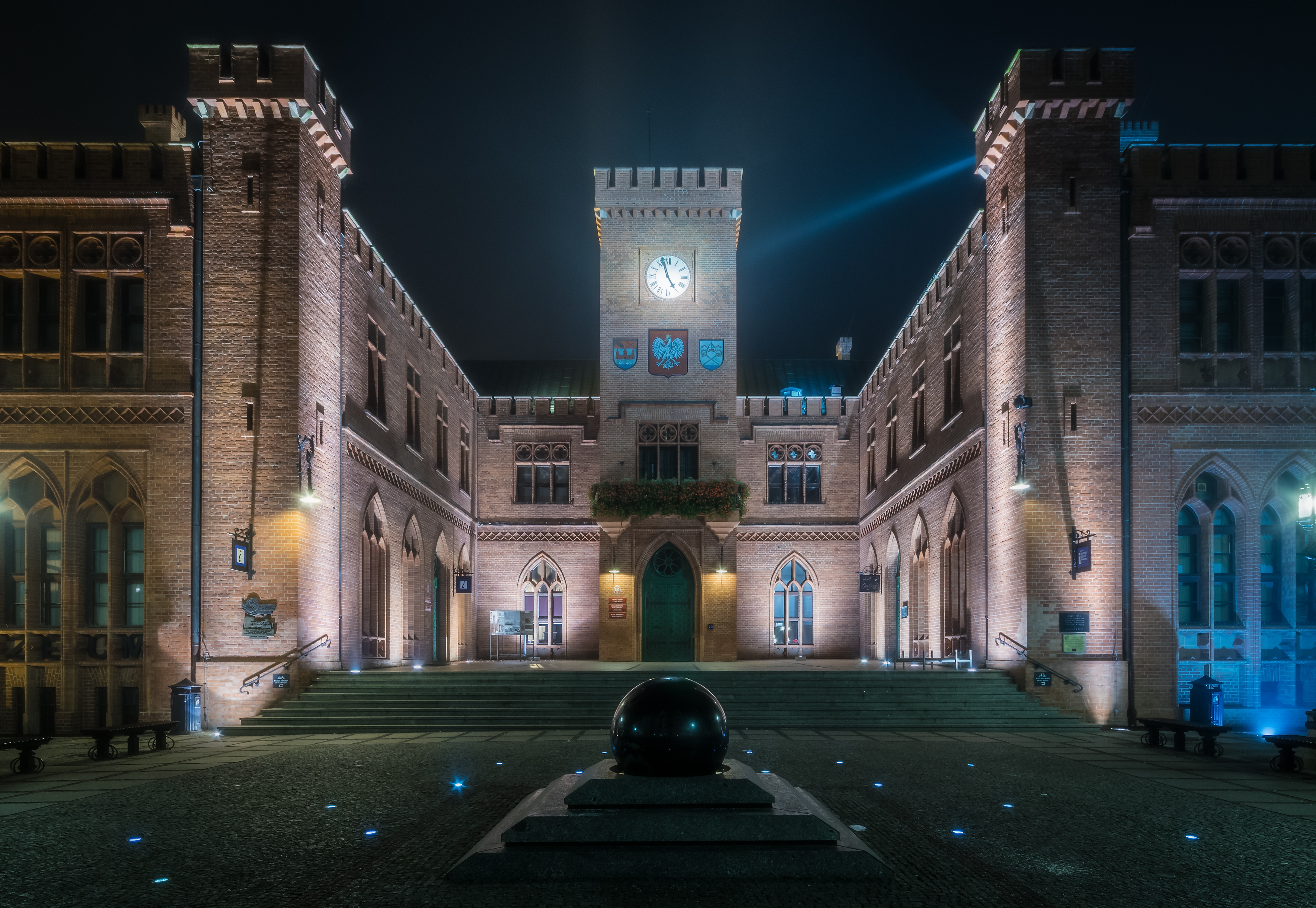
旧市庁舎
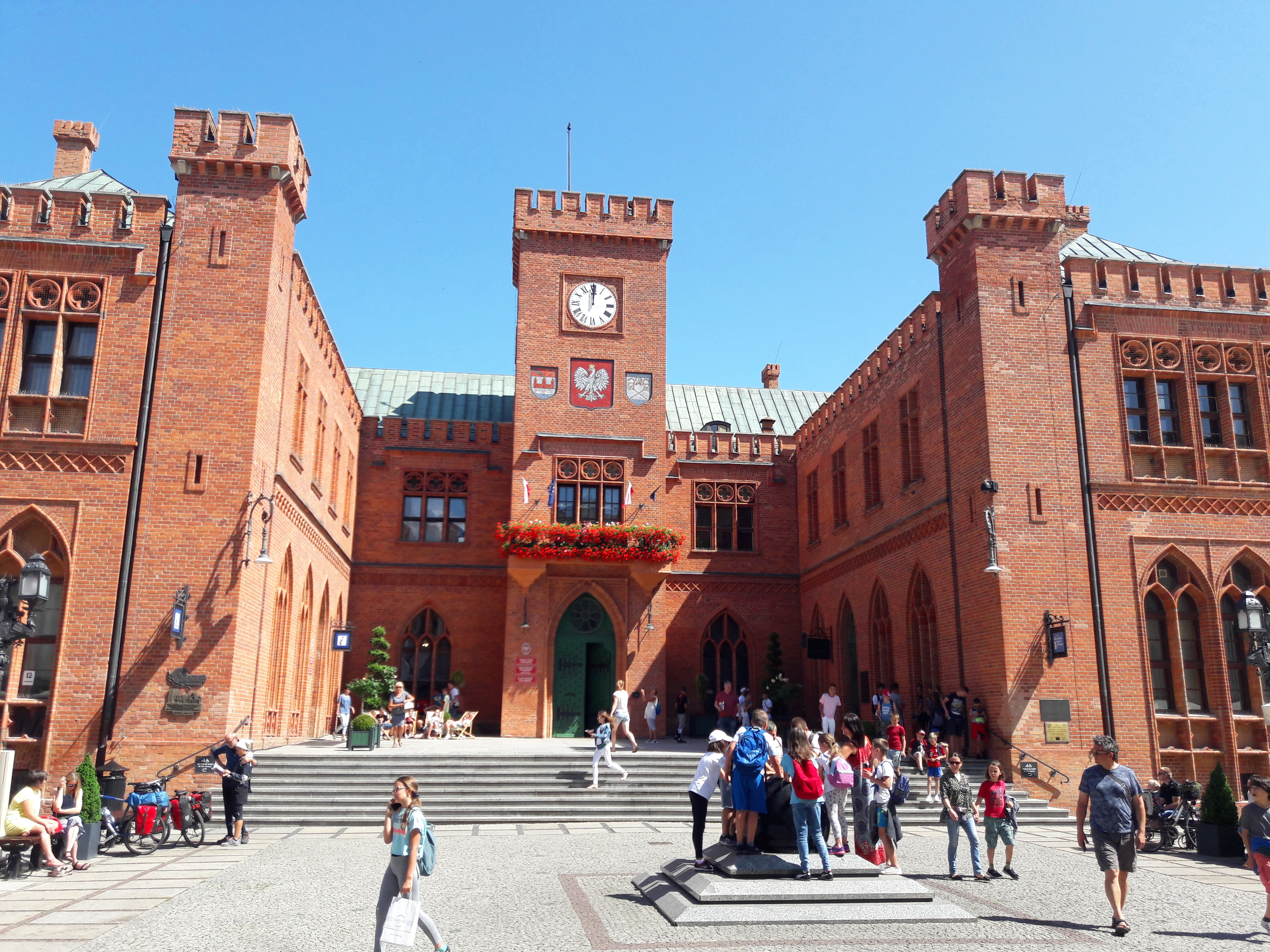
旧市庁舎
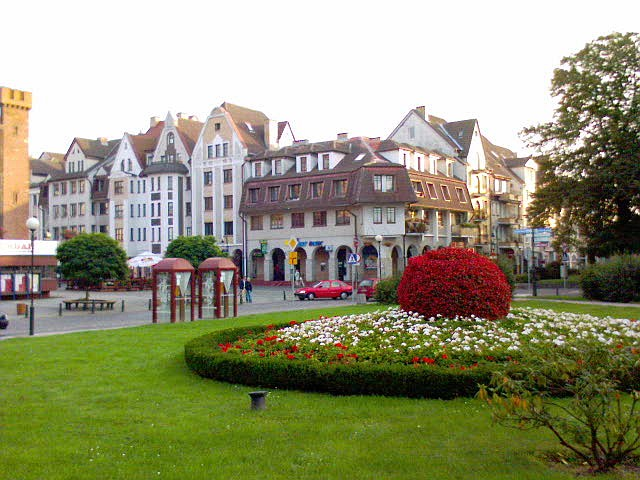
街角
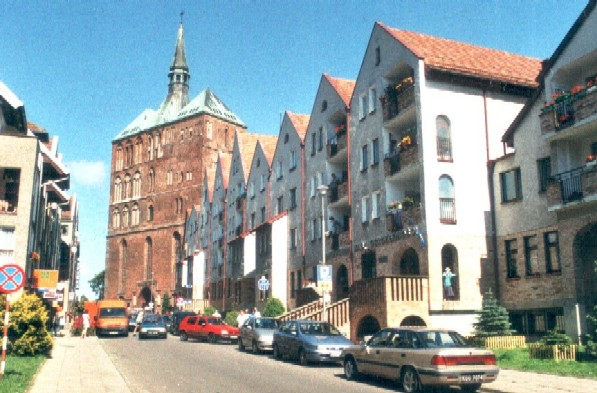
大聖堂と民家
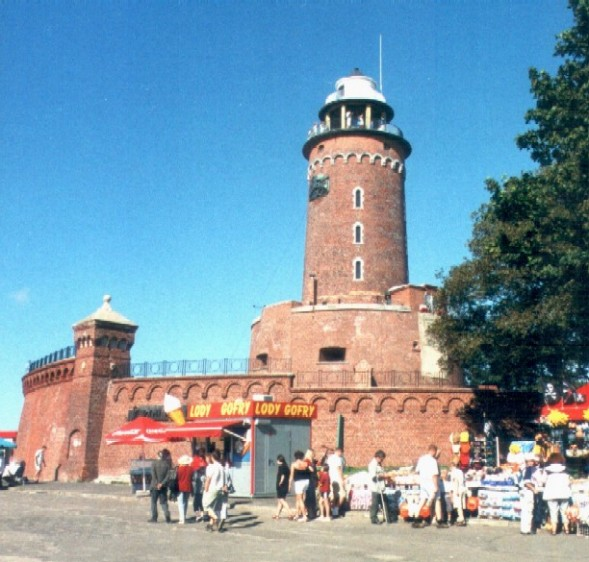
コウォブジェク灯台
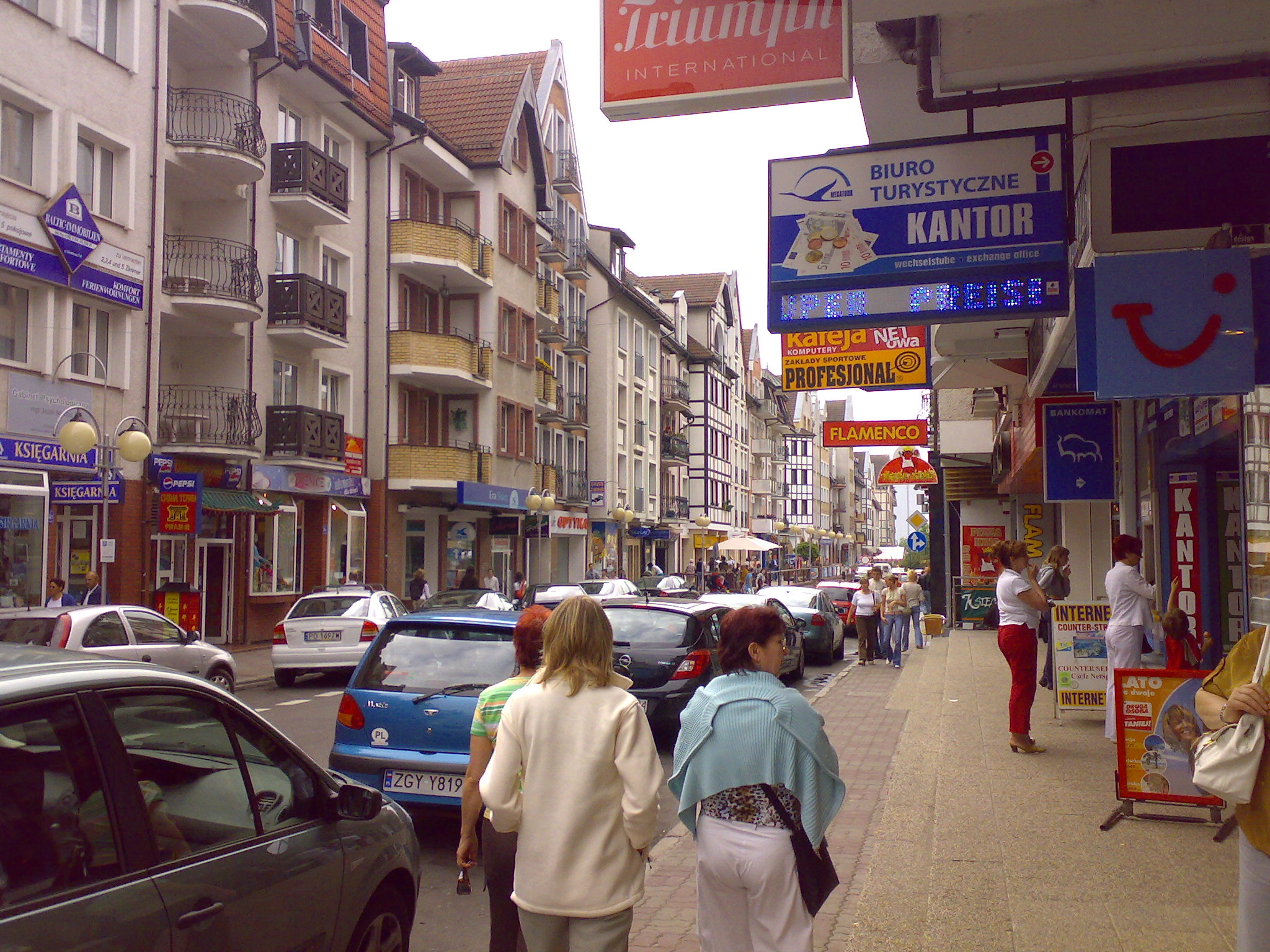
ギェウドヴァ通り
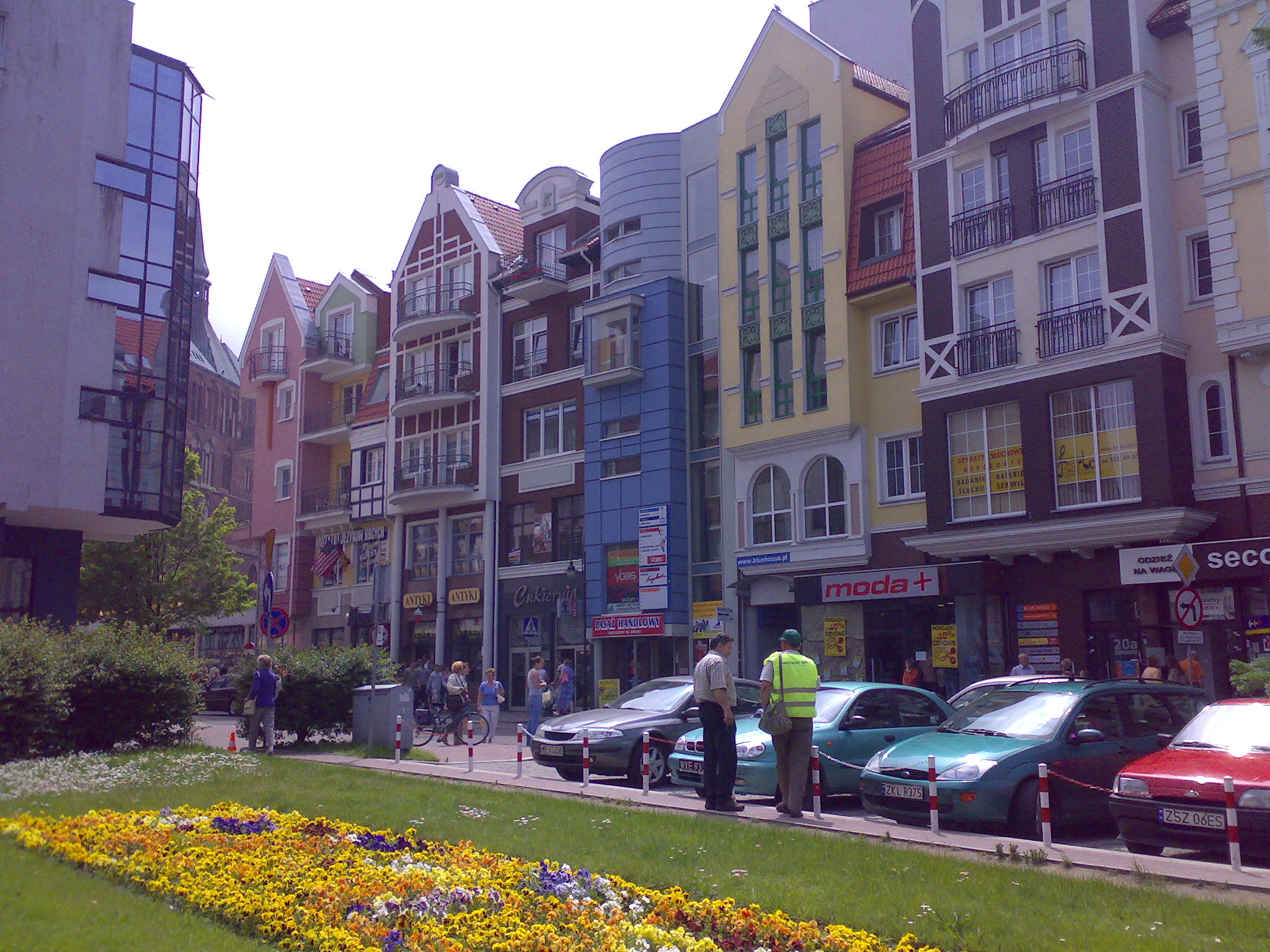
国内軍通り
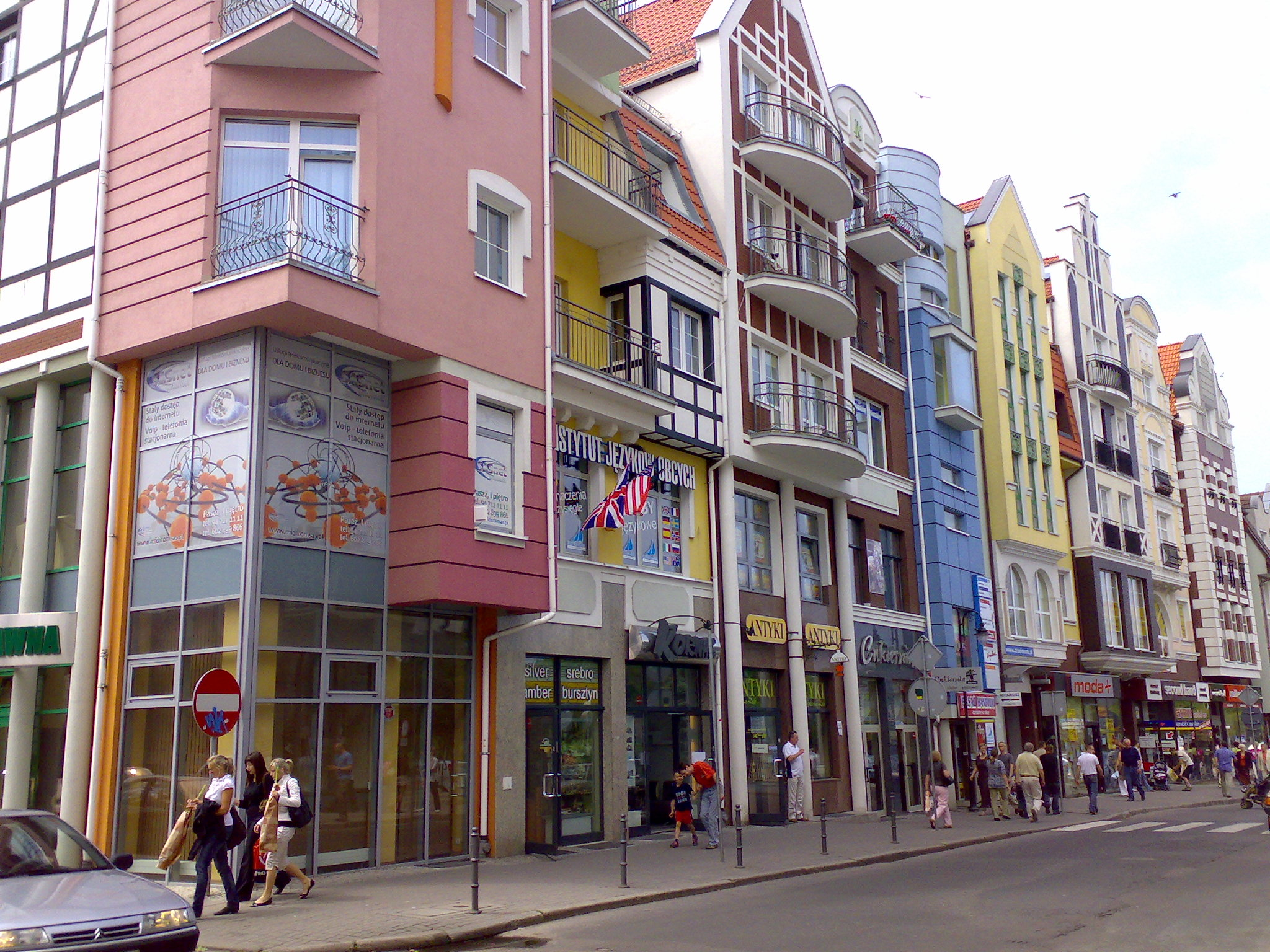
国内軍通り
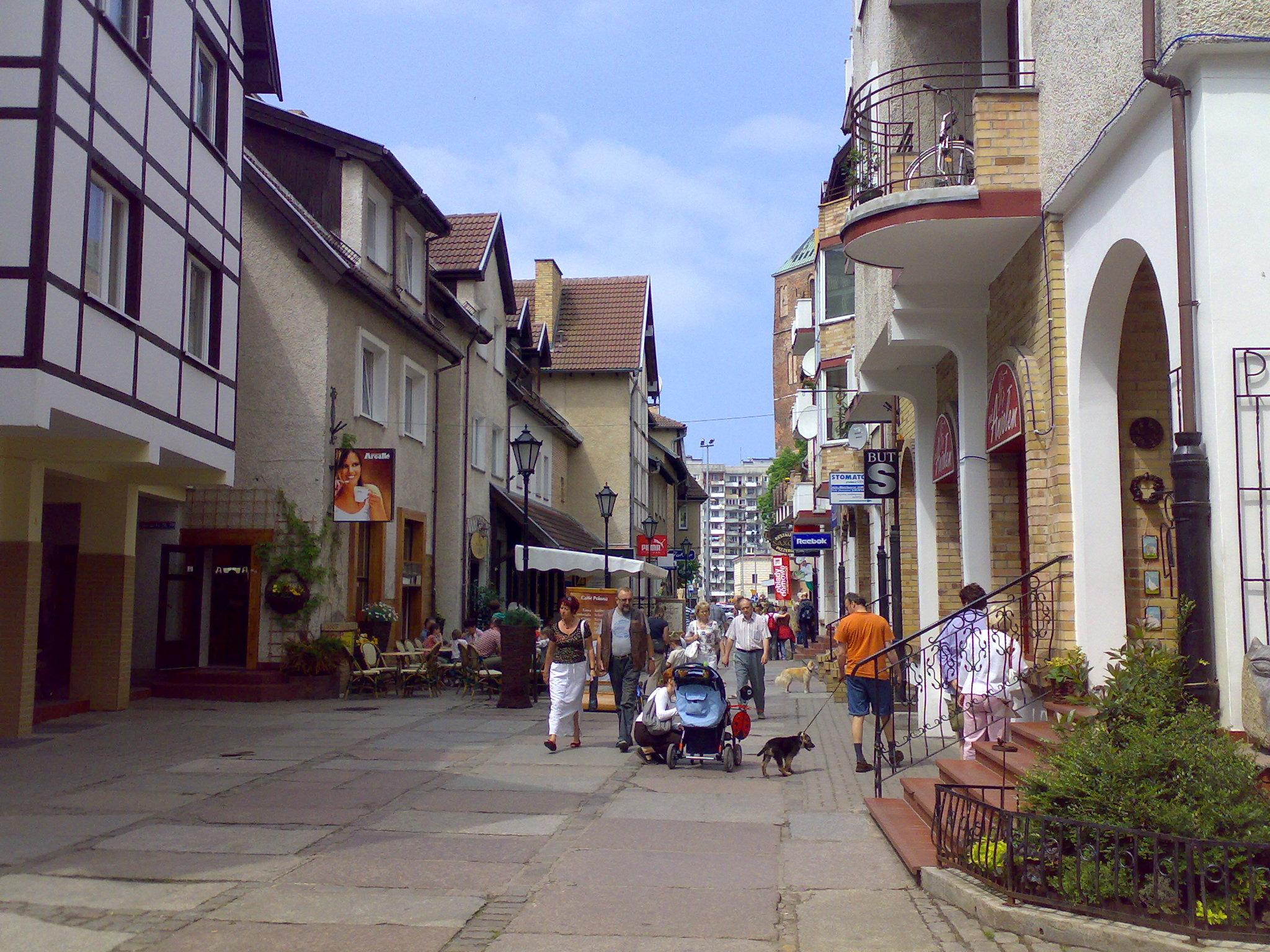
エミリア・ギェルチャク通り
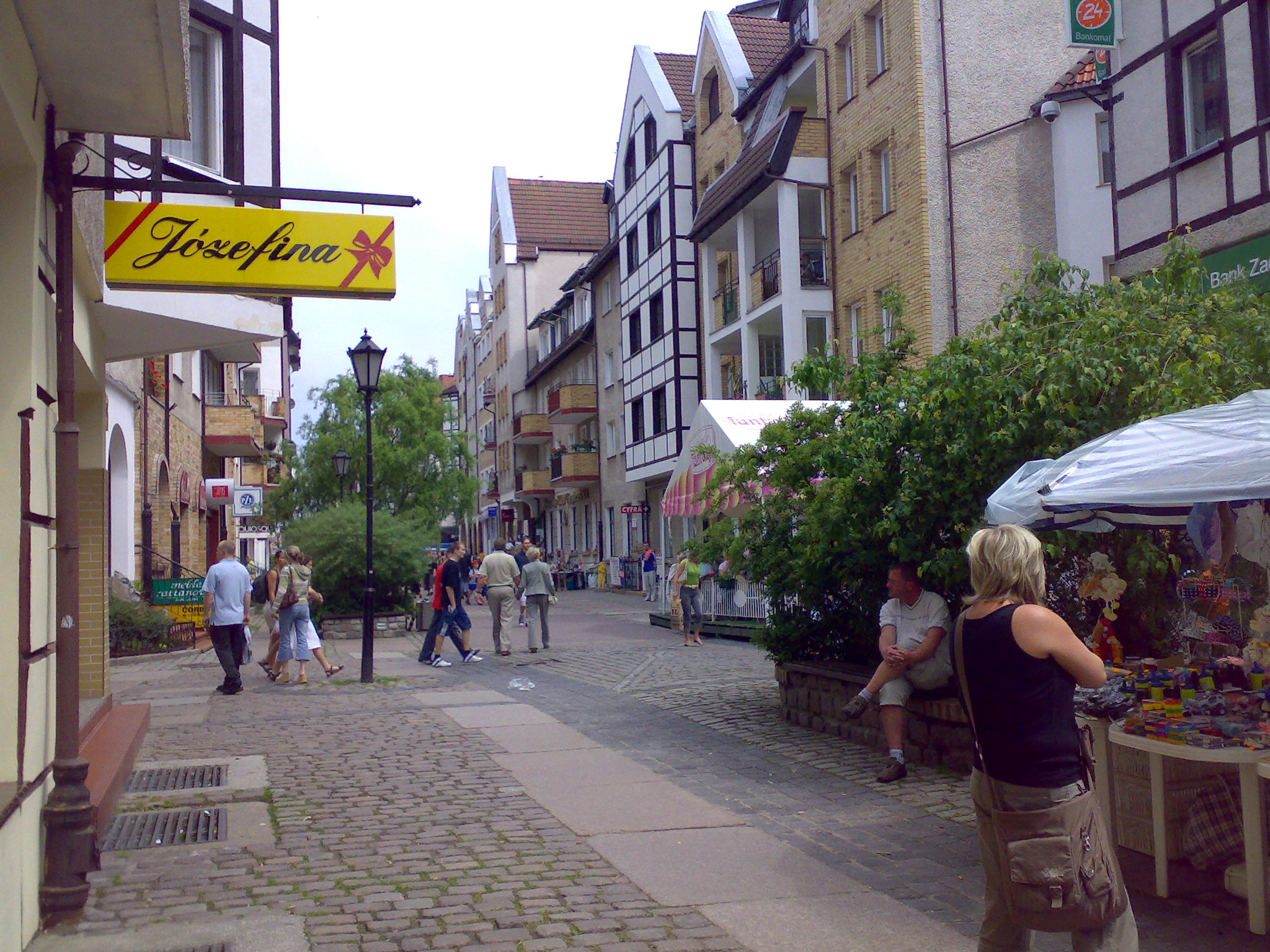
エミリア・ギェルチャク通り
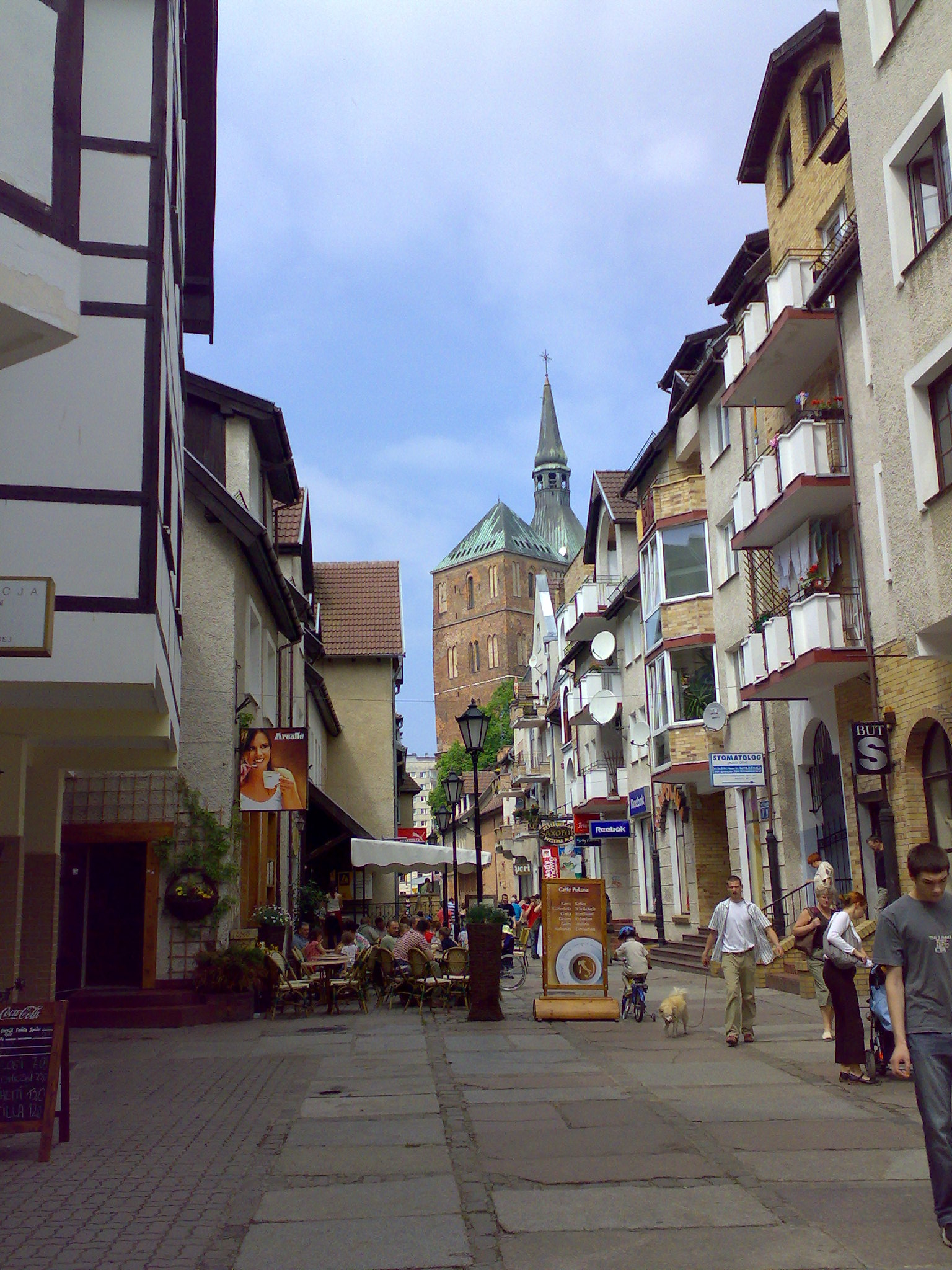
大聖堂通り
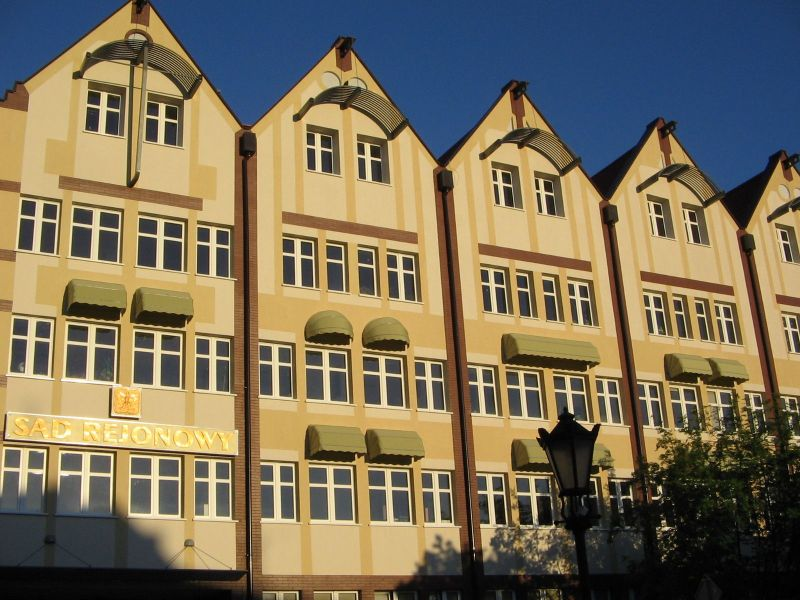
裁判所
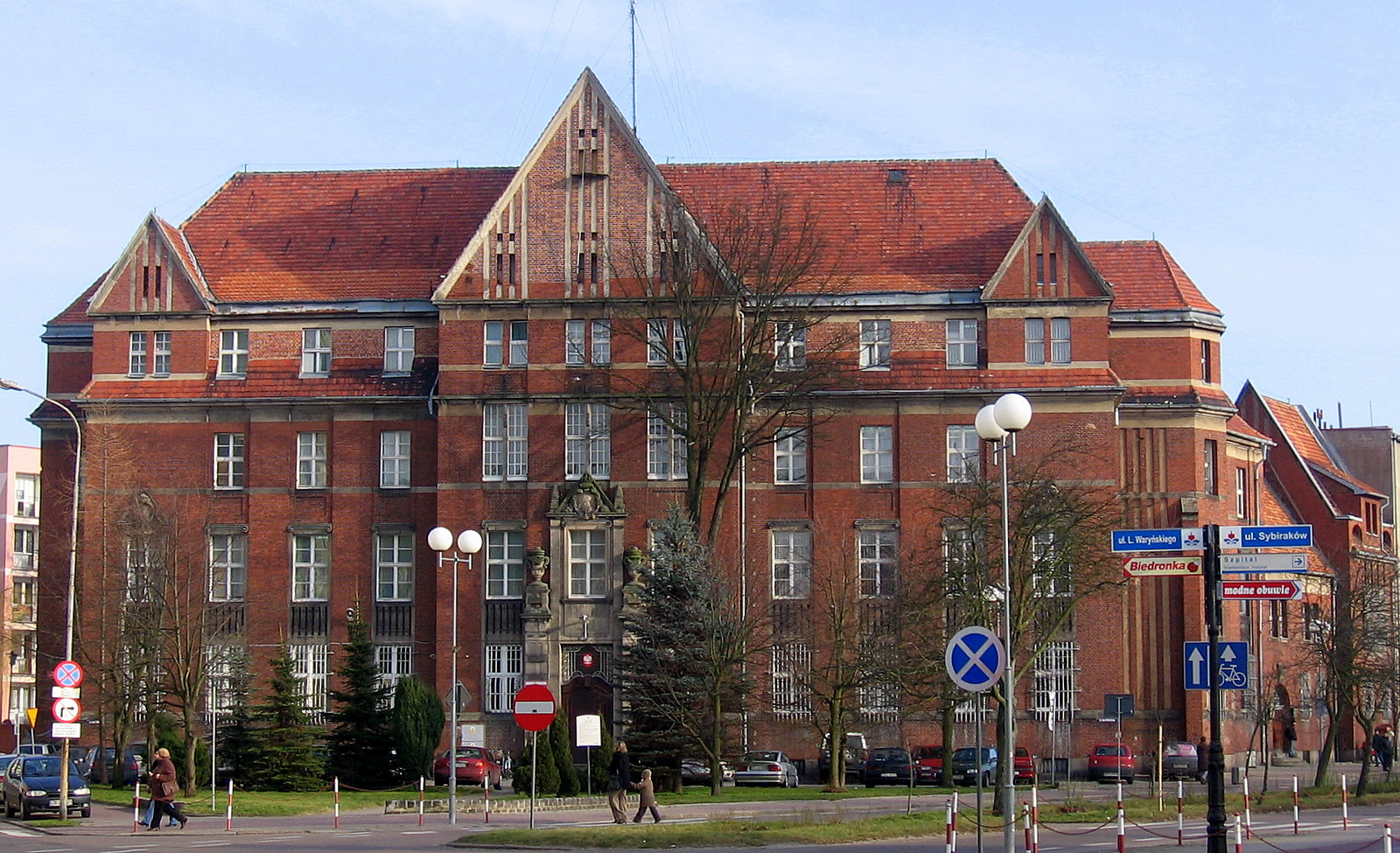
警察署
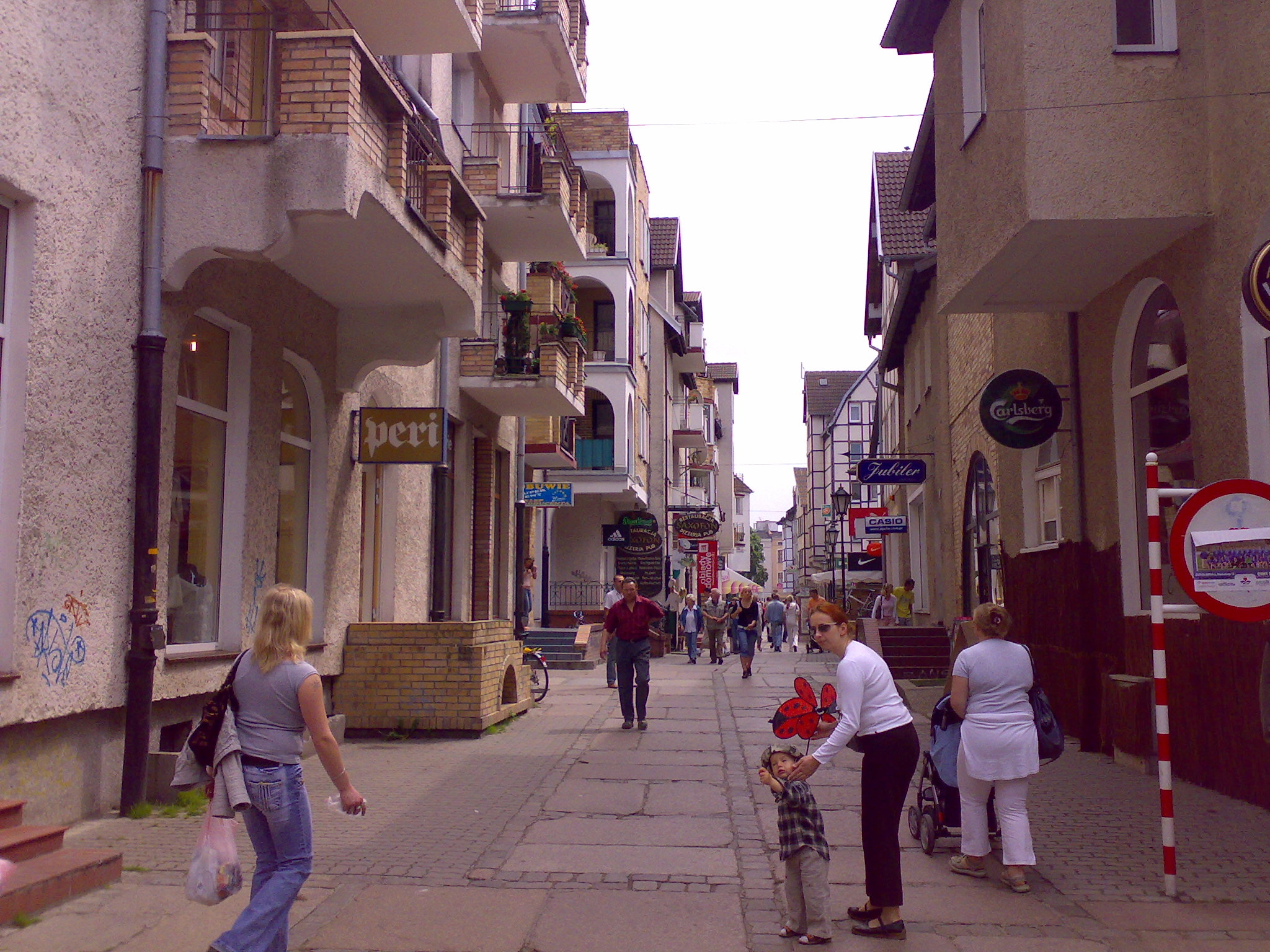
マリア通り
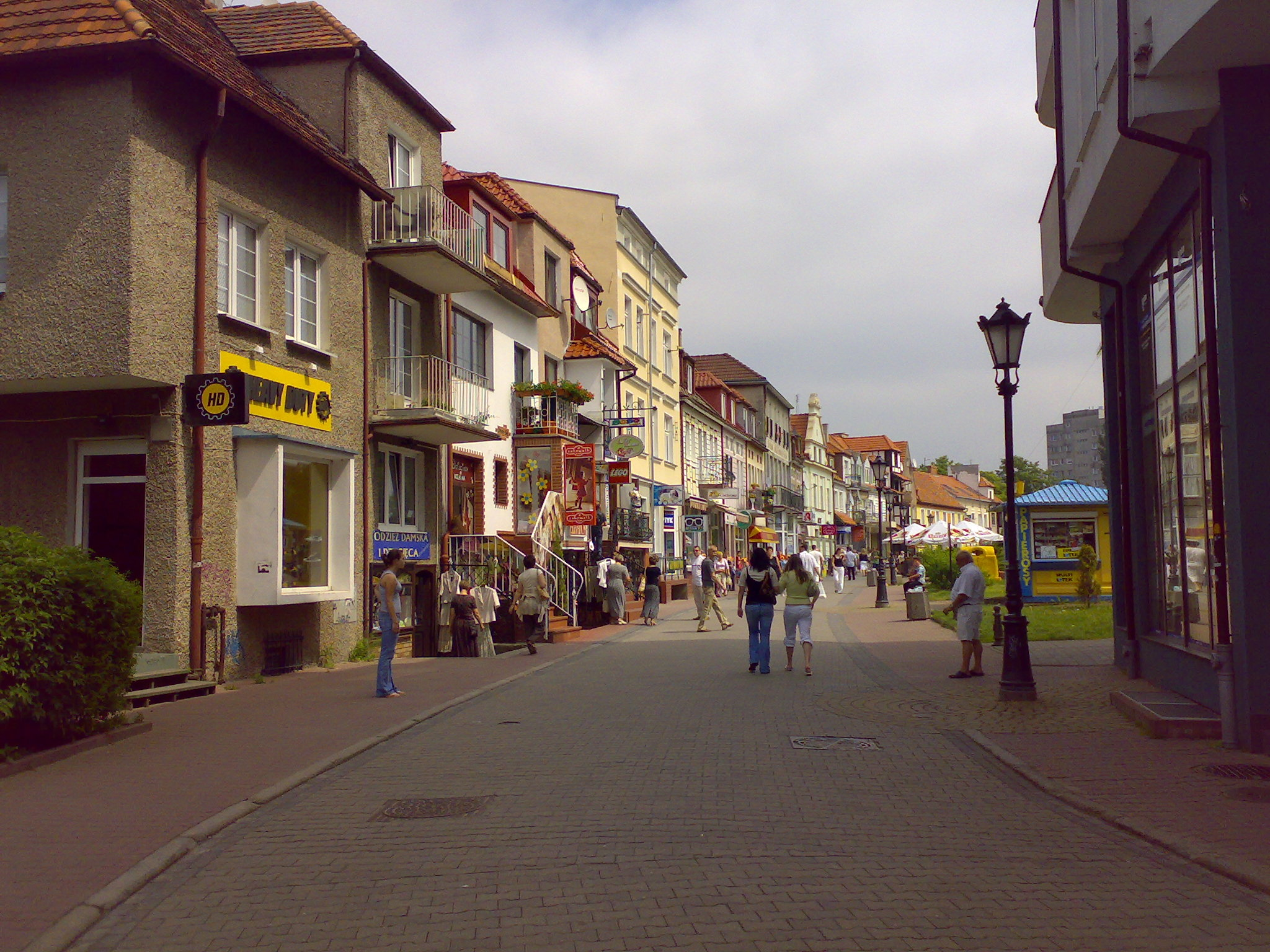
デュボワ通り
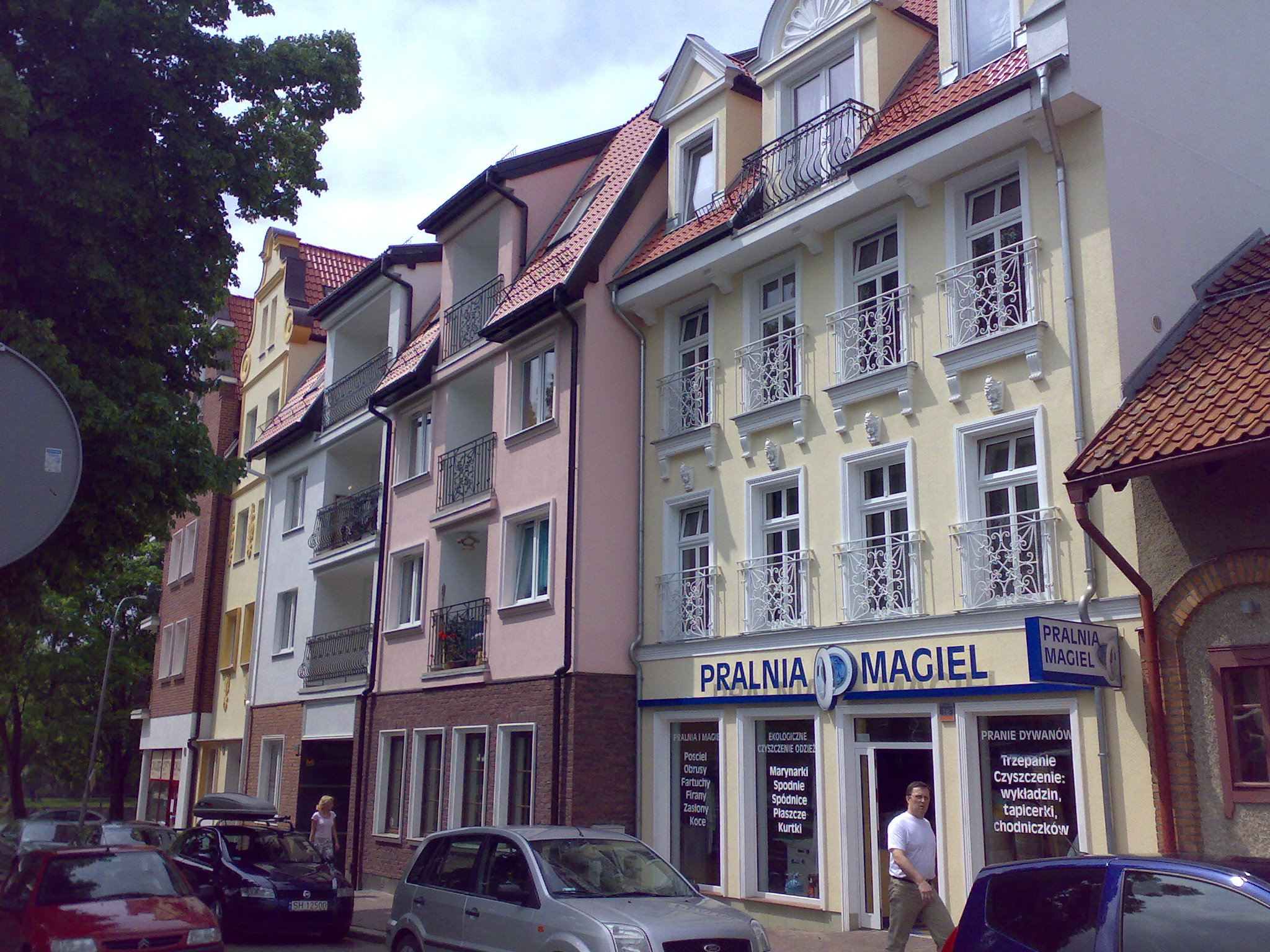
デュボワ通り
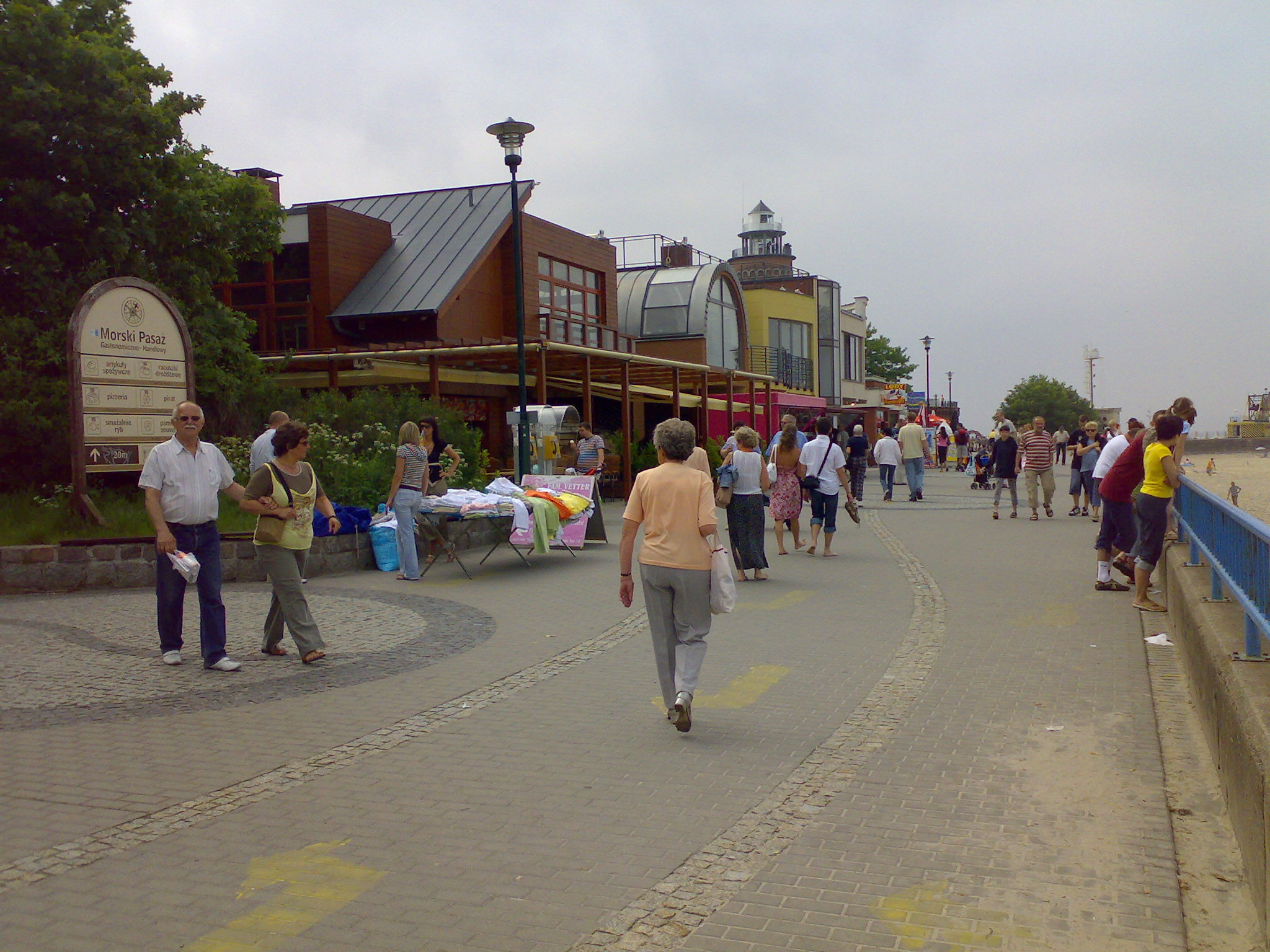
海岸通り
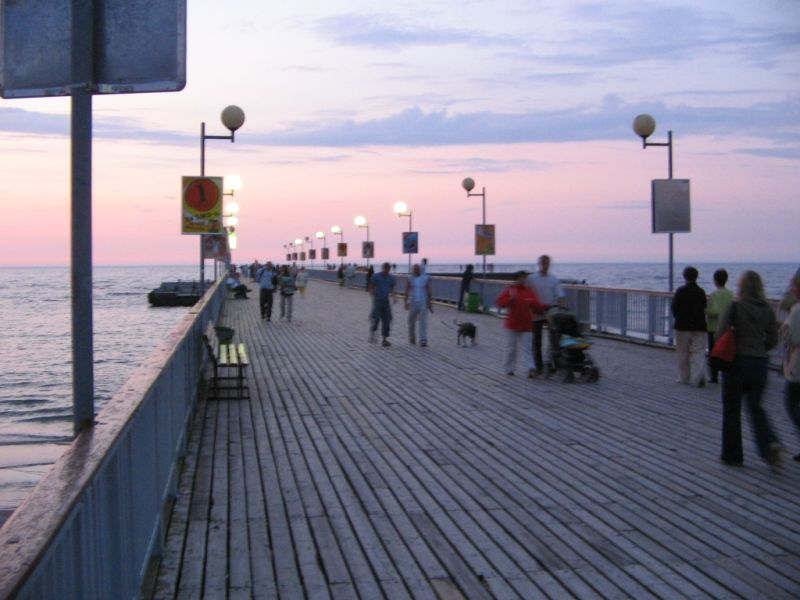
観光桟橋

### シュチェチン
ポモージェ県の県都で、オドラ川の河口にある港湾都市。1630年代までポーランド人に近いスラヴ系のグリフィン家（Gryfici）がポメラニア公家となりこの地を統治していたが、住民のほとんどは神聖ローマ帝国から移住してきた。その後スウェーデン領、プロイセン王国領、ドイツ帝国領と変遷し、第二次世界大戦後よりポーランド領。第二次世界大戦ではドイツ軍とソ連軍との激しい戦闘で街の大半が破壊されたが、戦争が終わると歴史地区はポーランド市民により戦前の姿に復元された。シュチェチン近郊のシフィノウイシチェ（Świnoujście）からは、スウェーデンのイースタ（Ystad）、デンマークのコペンハーゲンとロンネ（Rønne）へフェリーが運航している。公式サイト（英語）あり。

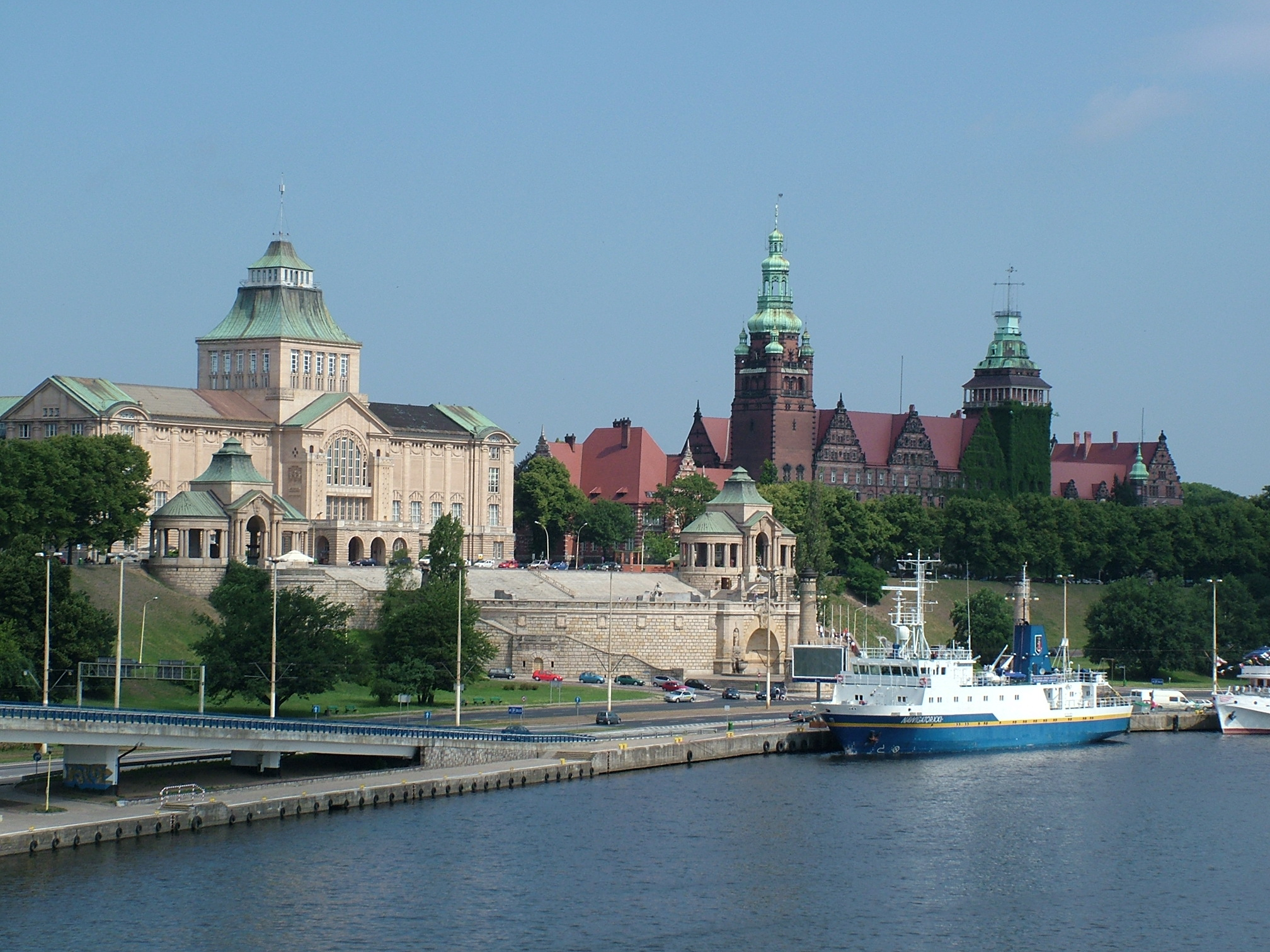
シュチェチン
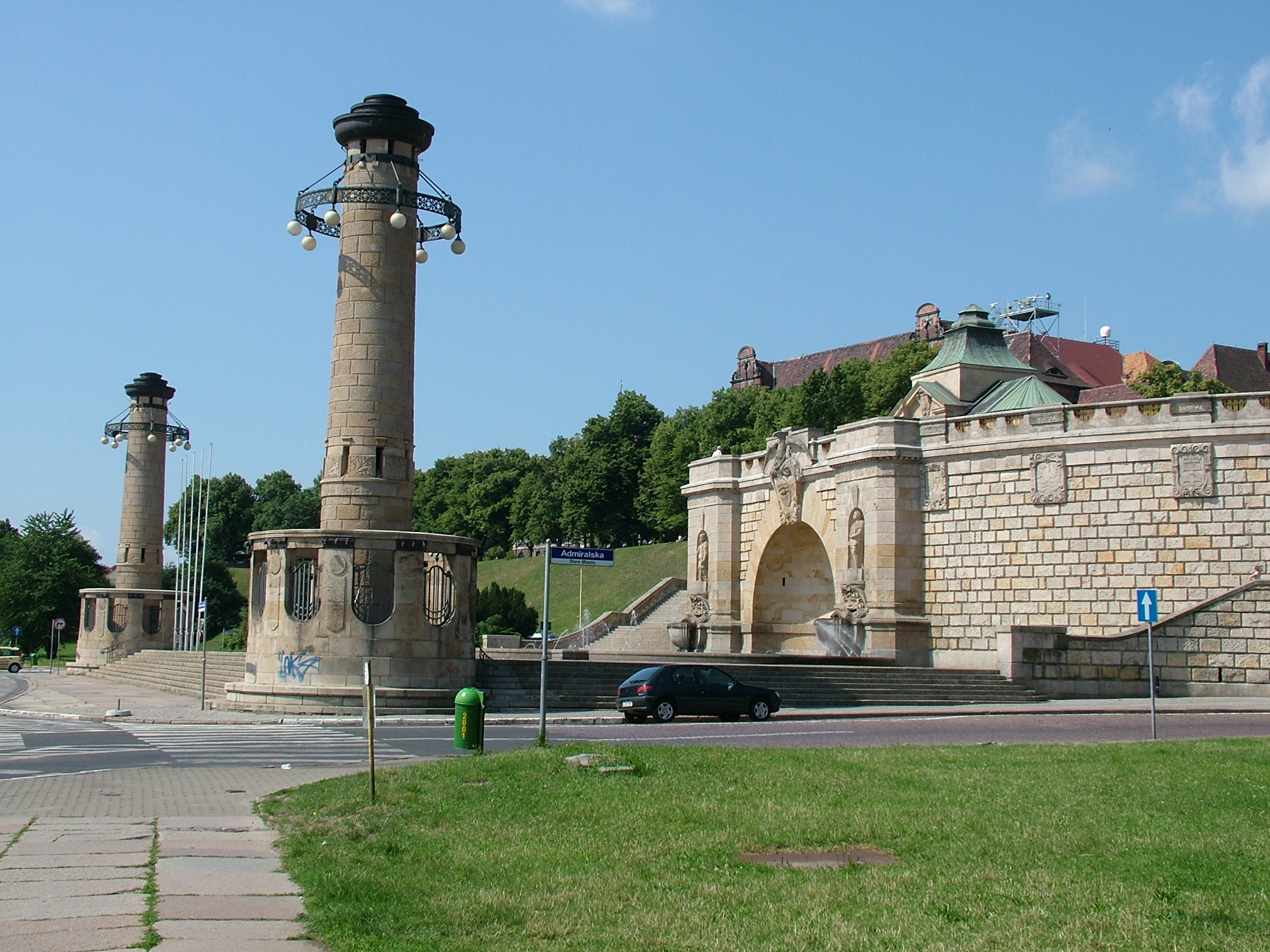
テラス
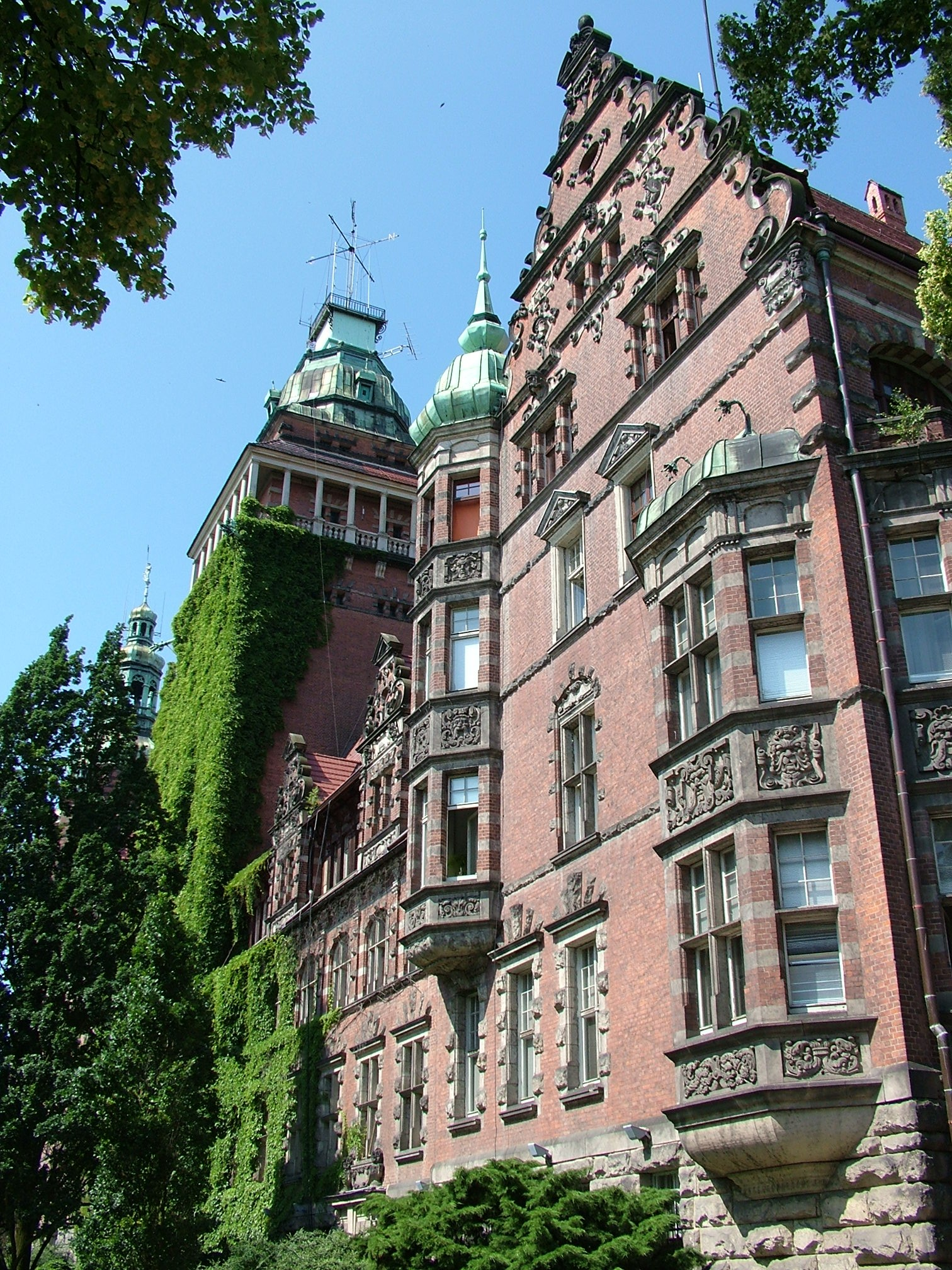
県庁舎
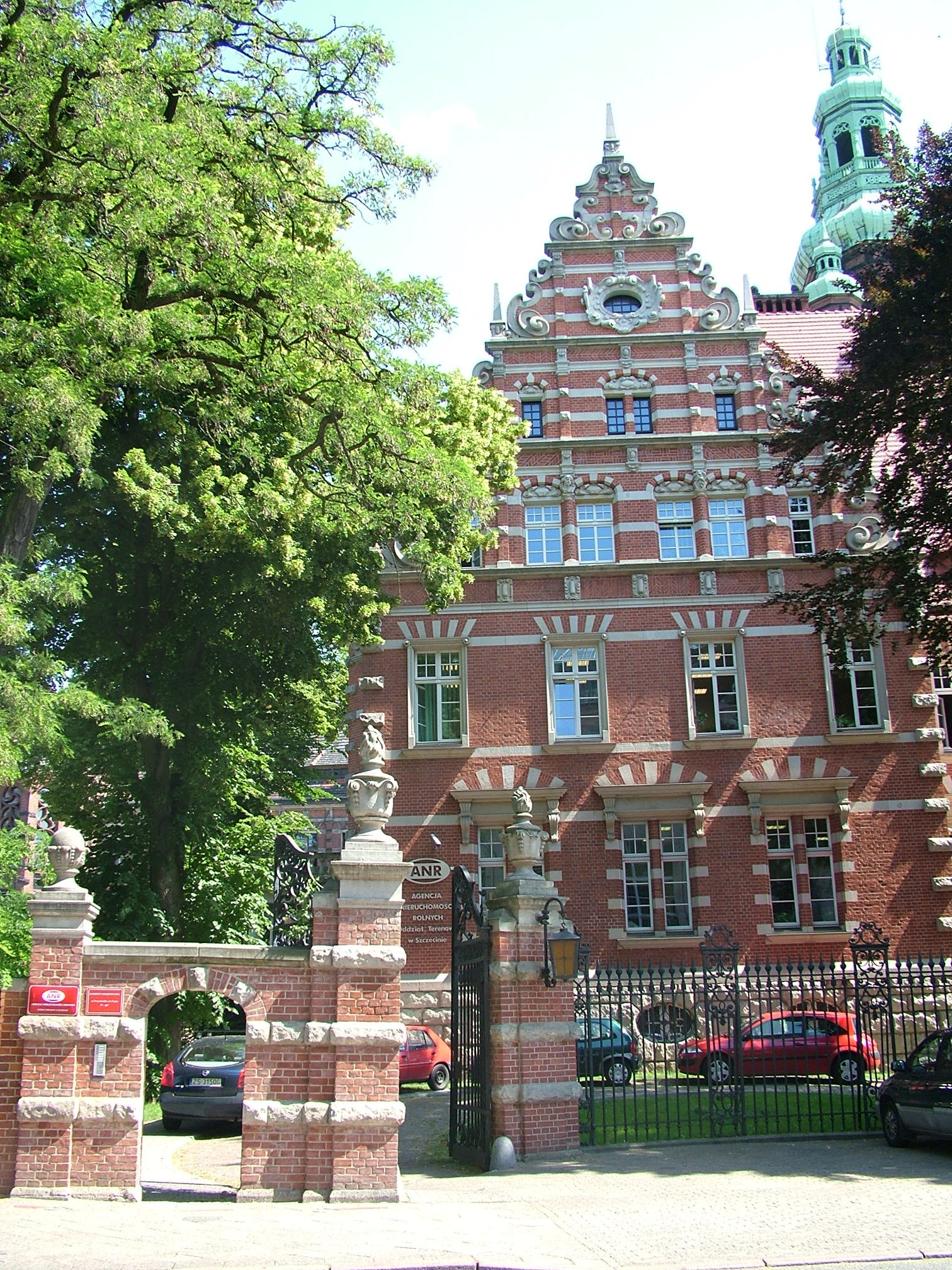
県庁舎
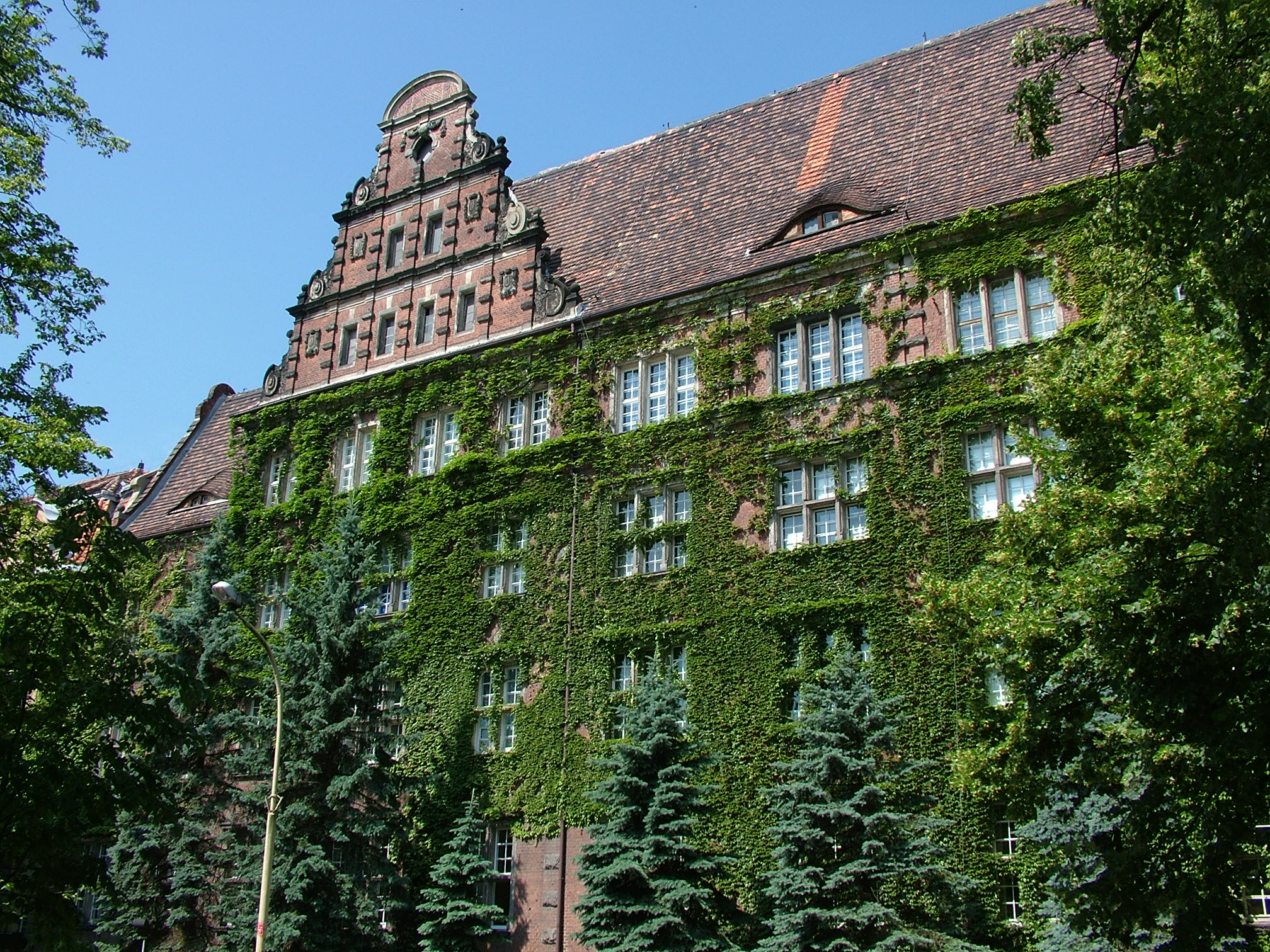
シュチェチン海運大学
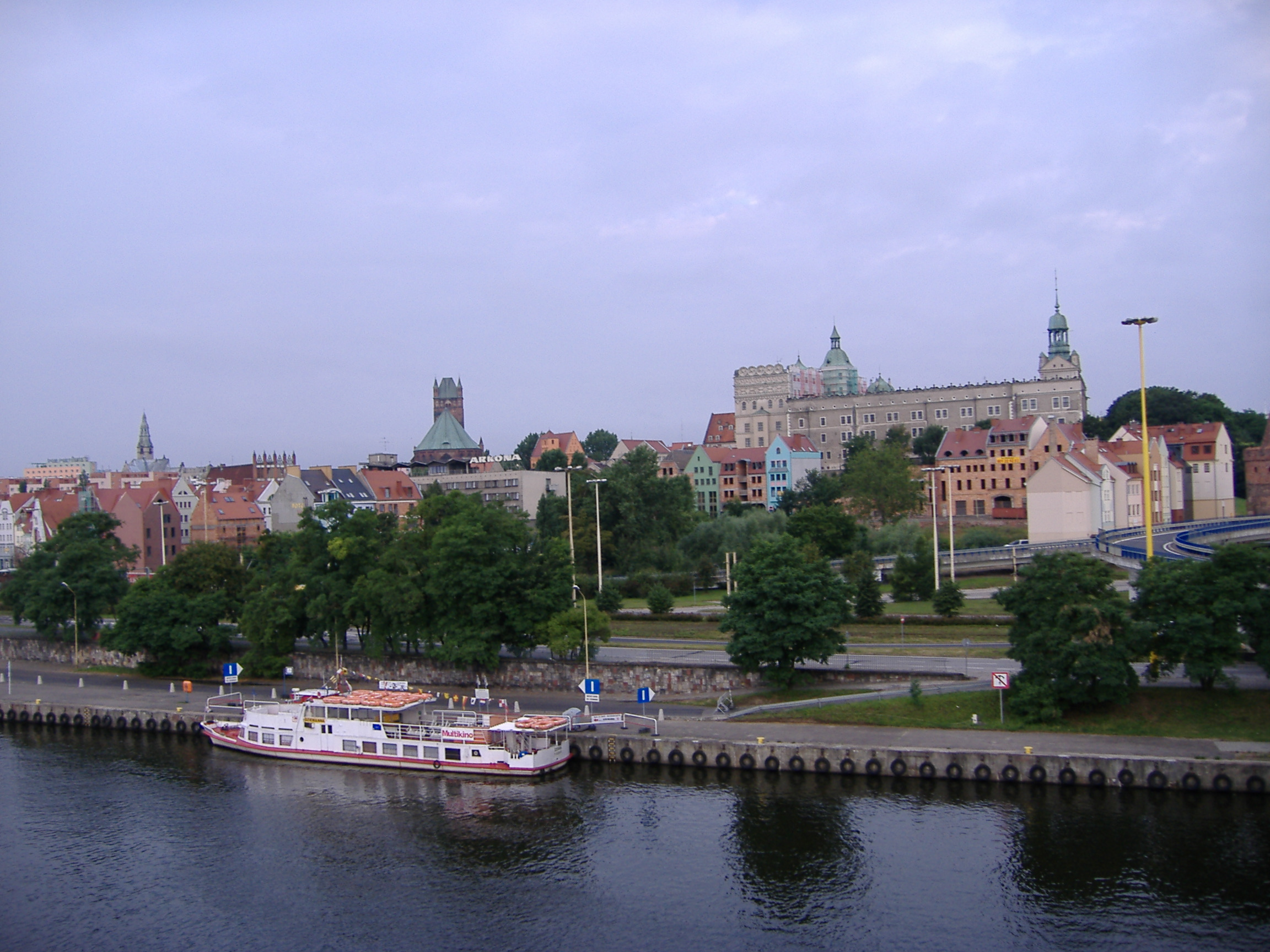
シュチェチン城
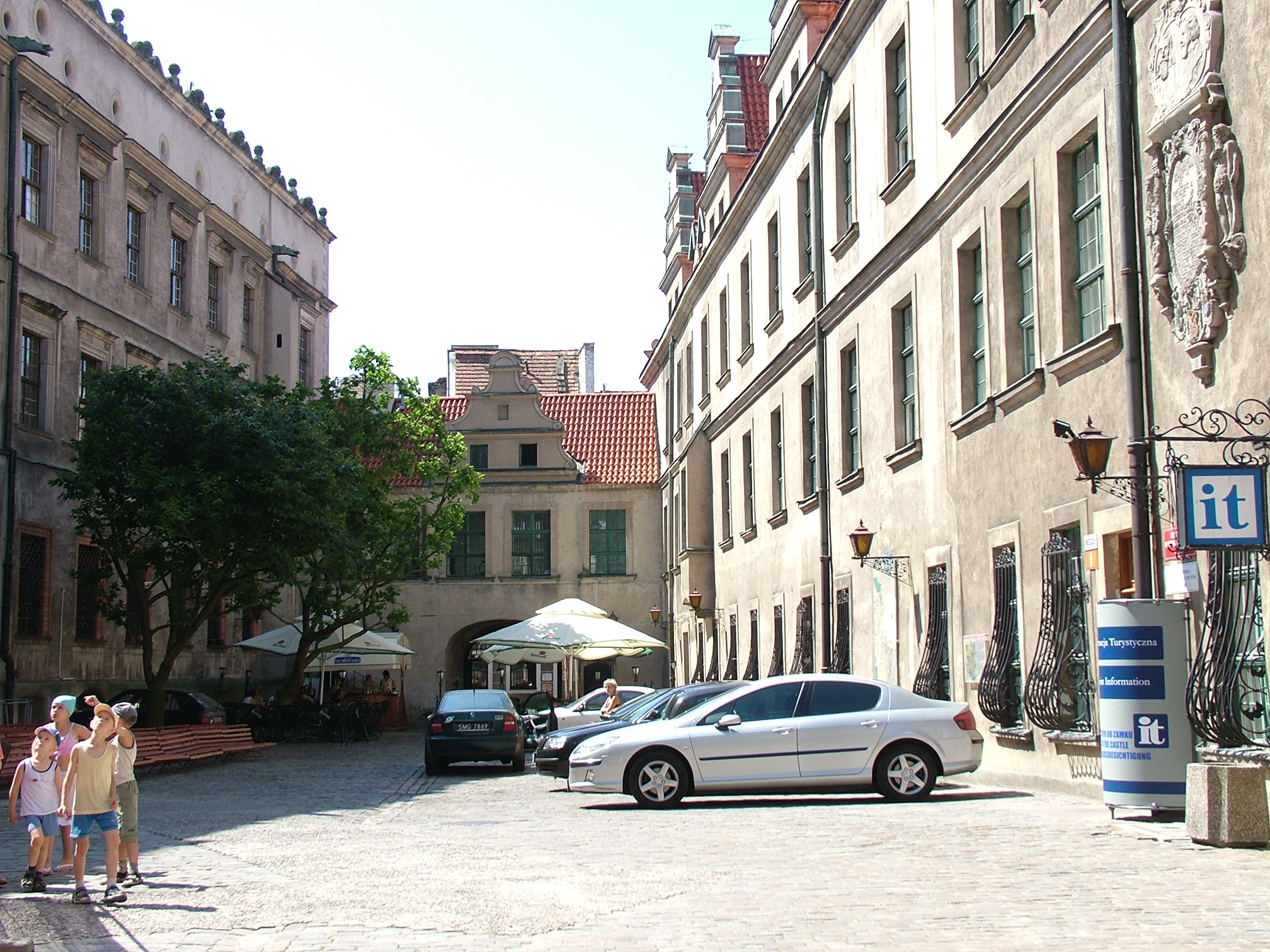
シュチェチン城
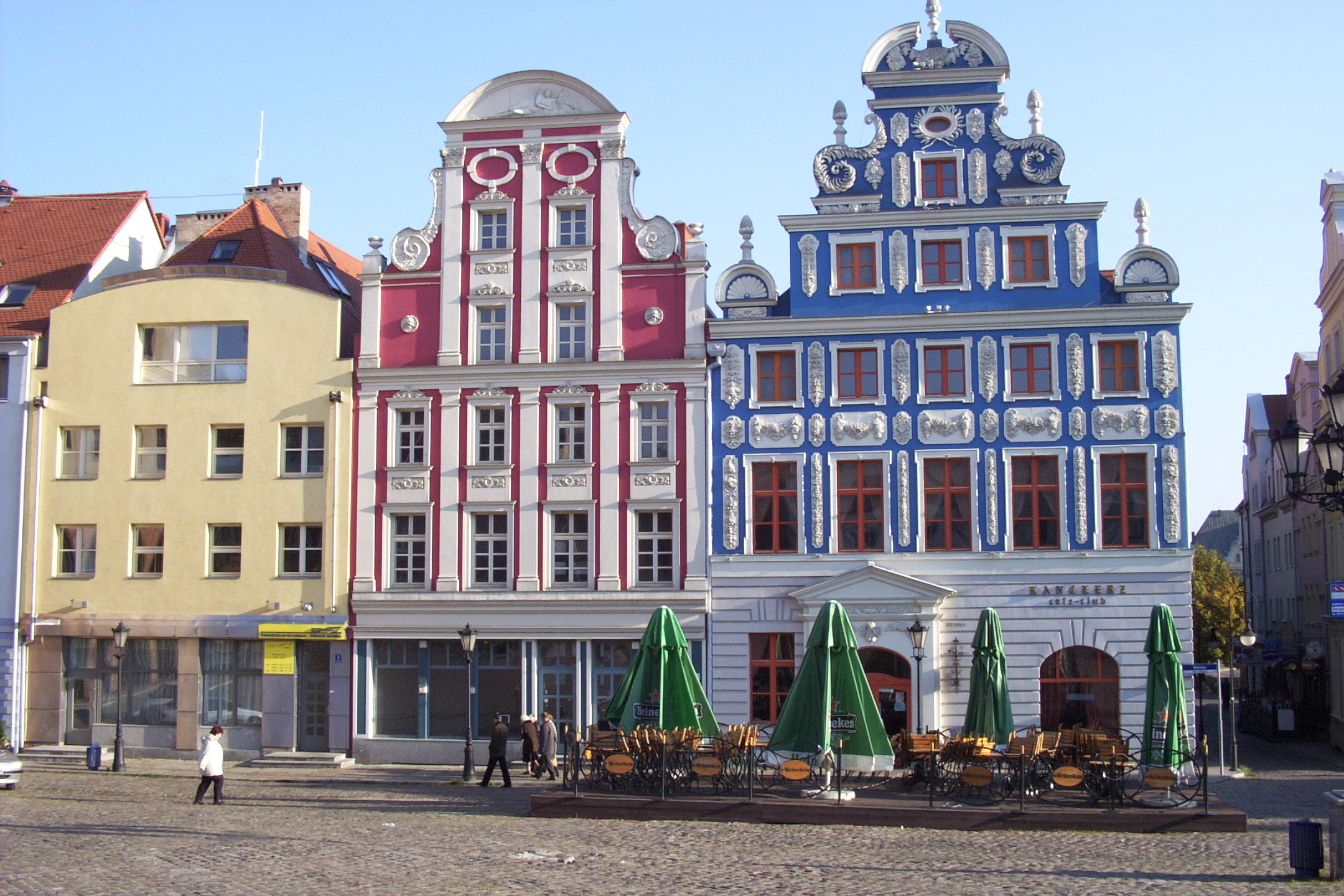
旧市街
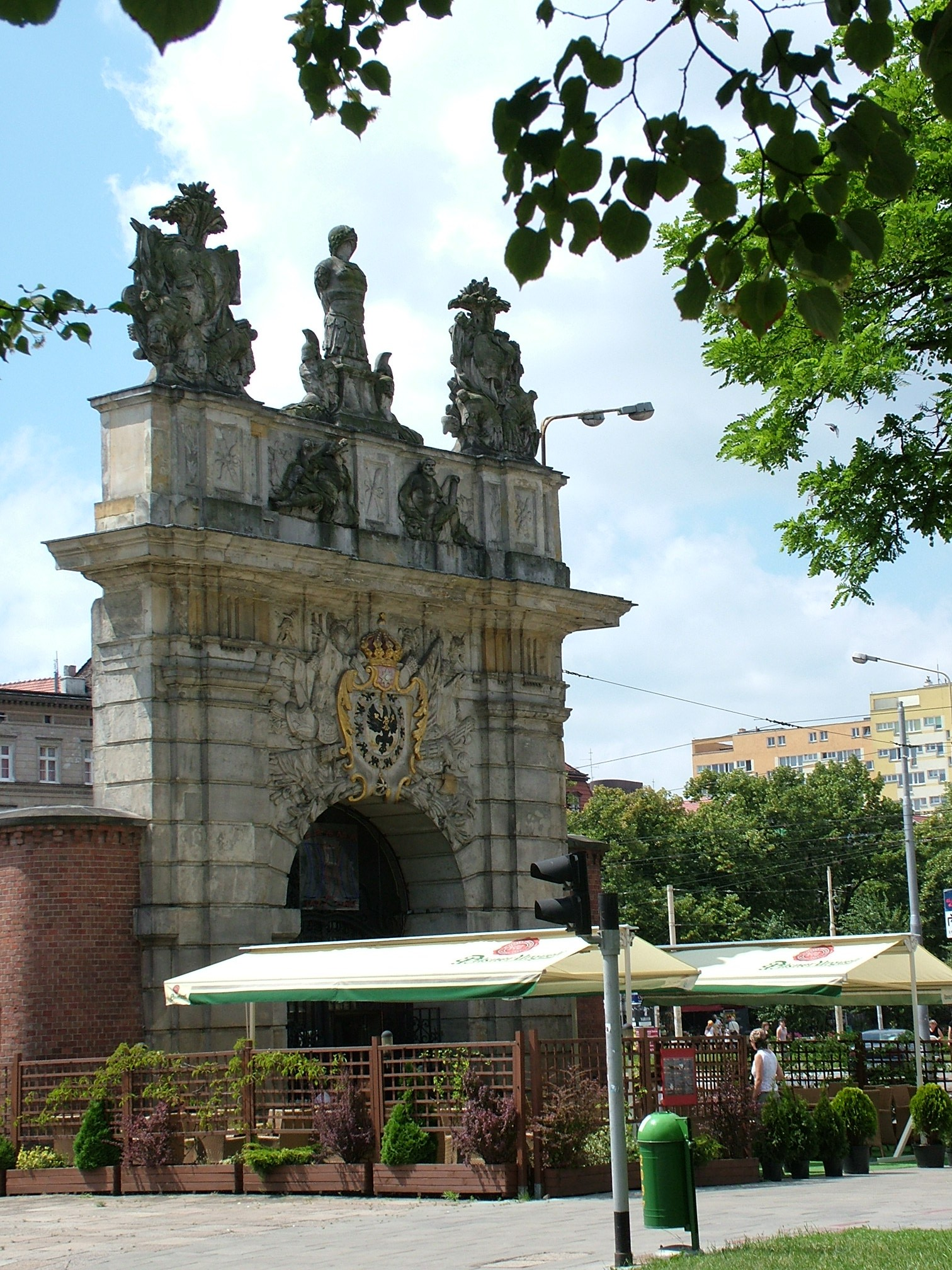
旧市街の「王の門」
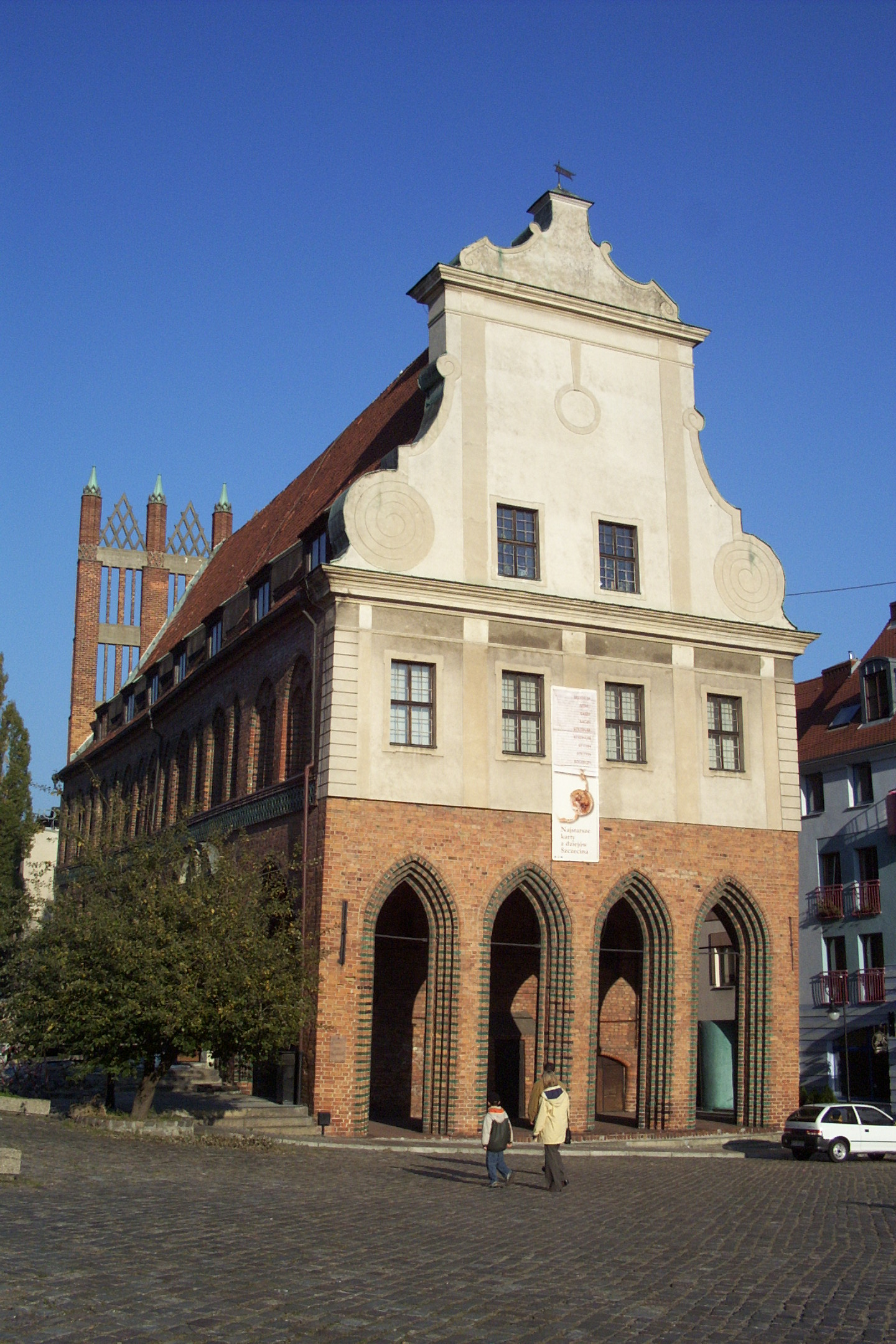
旧市庁舎
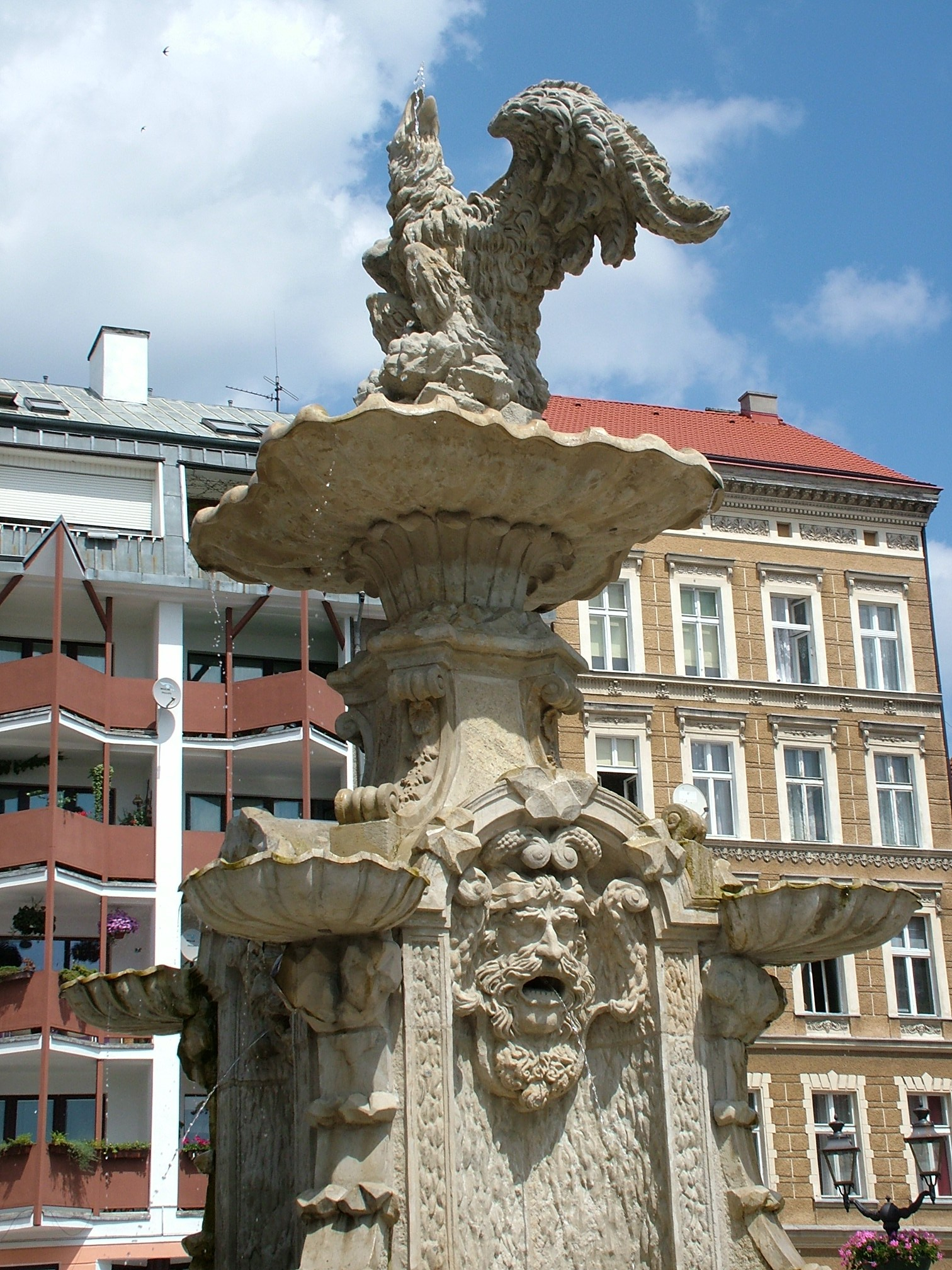
白鷲広場
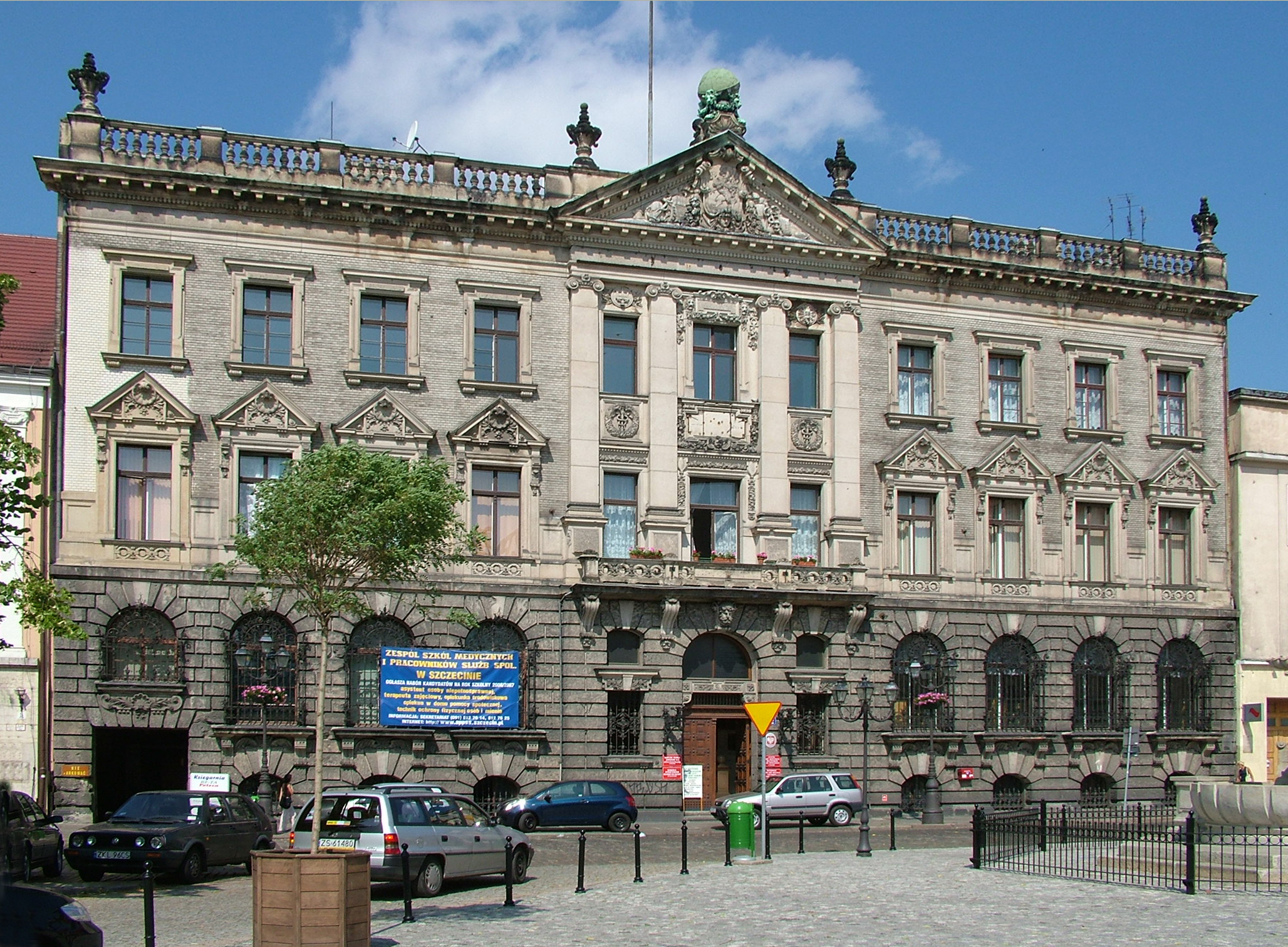
白鷲広場のグルムブク館
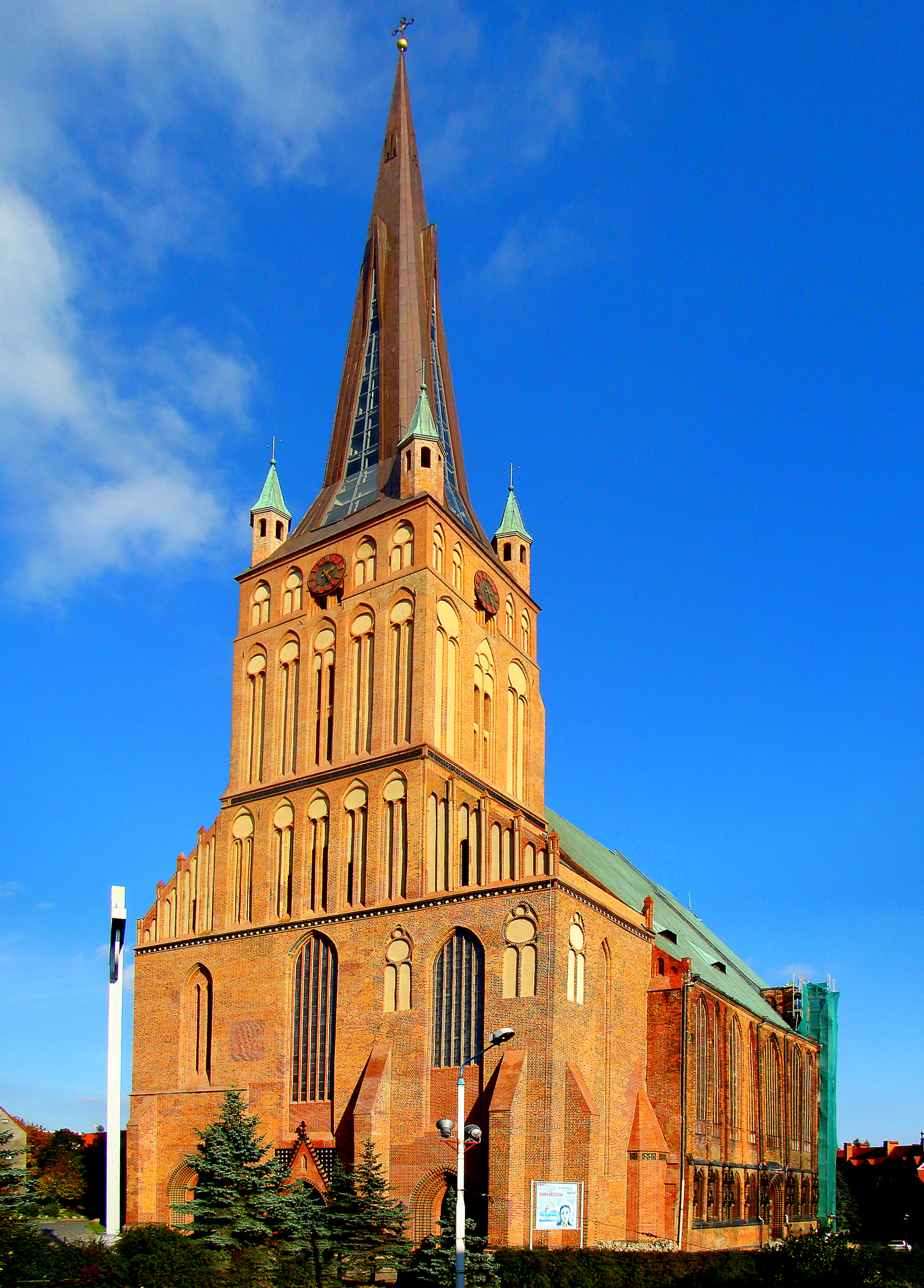
聖ヤコブ大聖堂
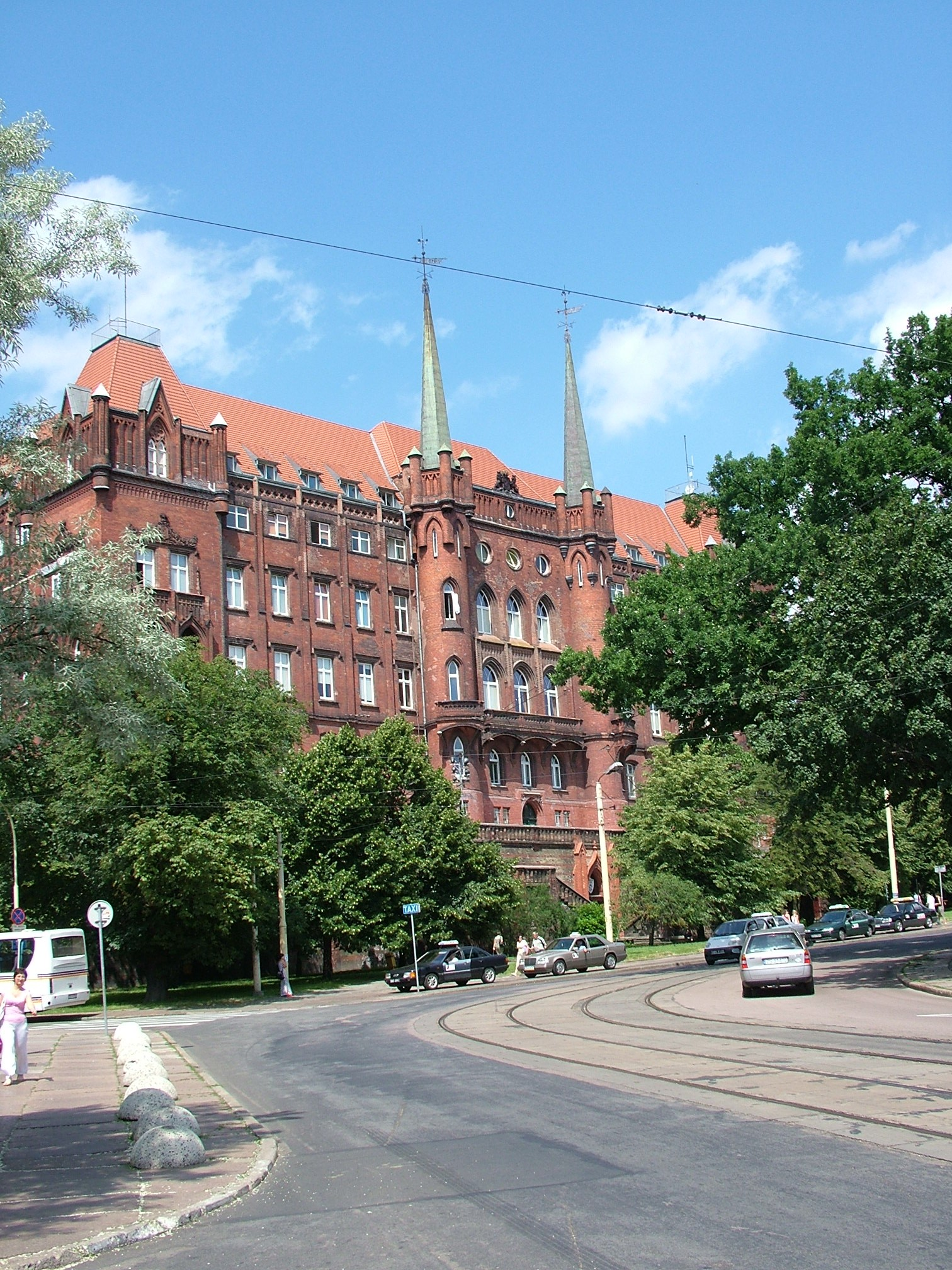
赤い市庁舎
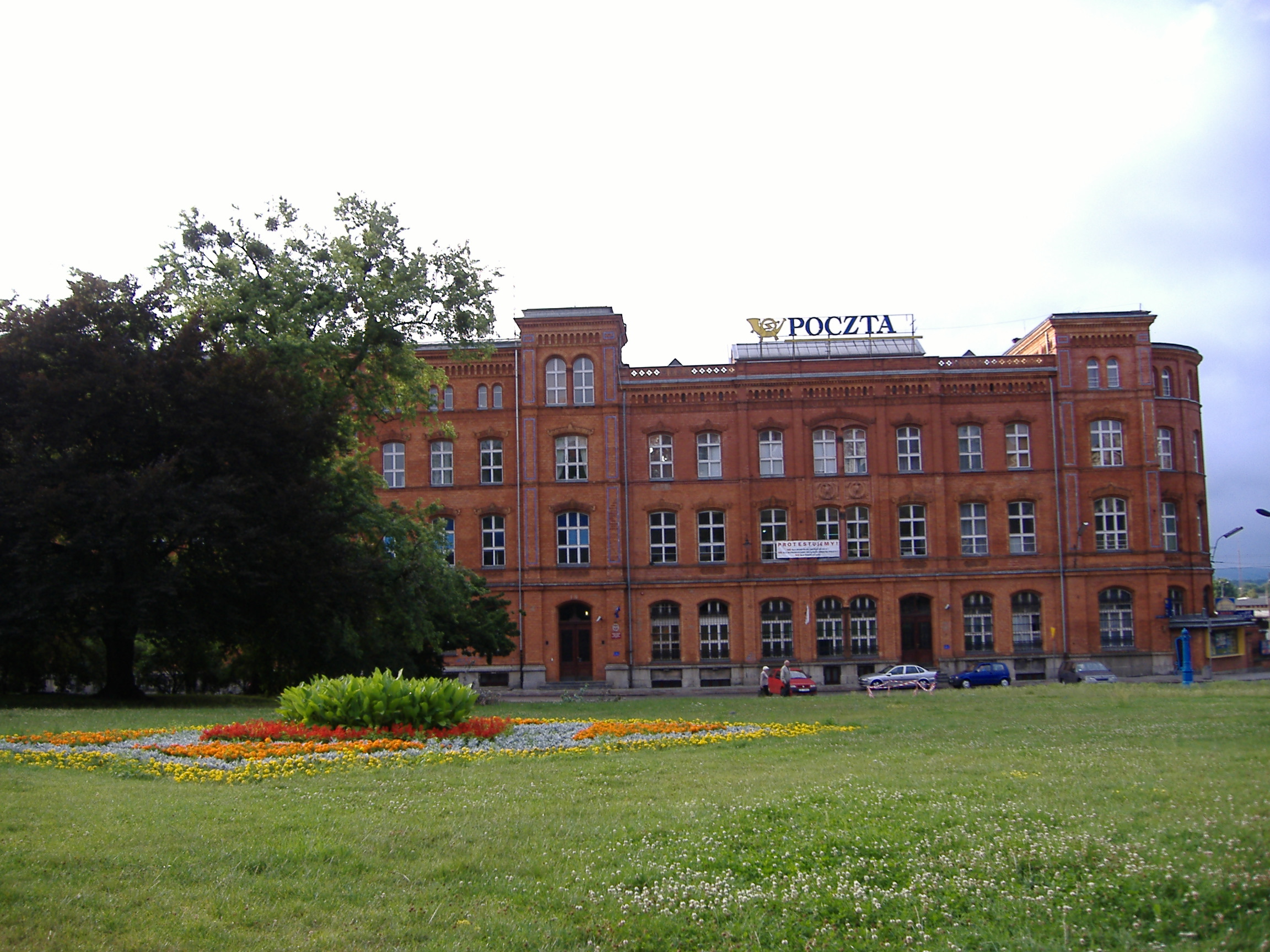
郵便局
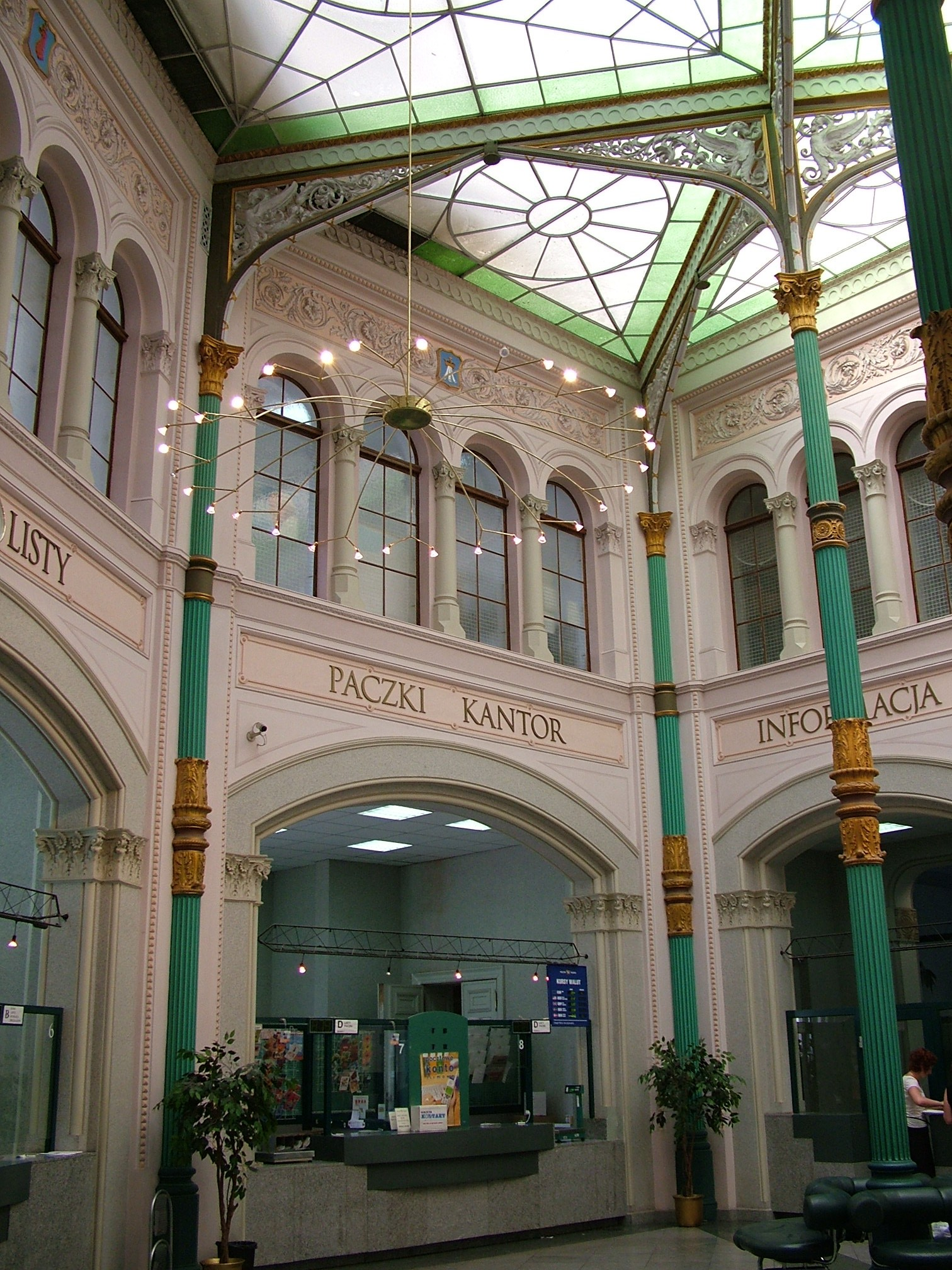
郵便局
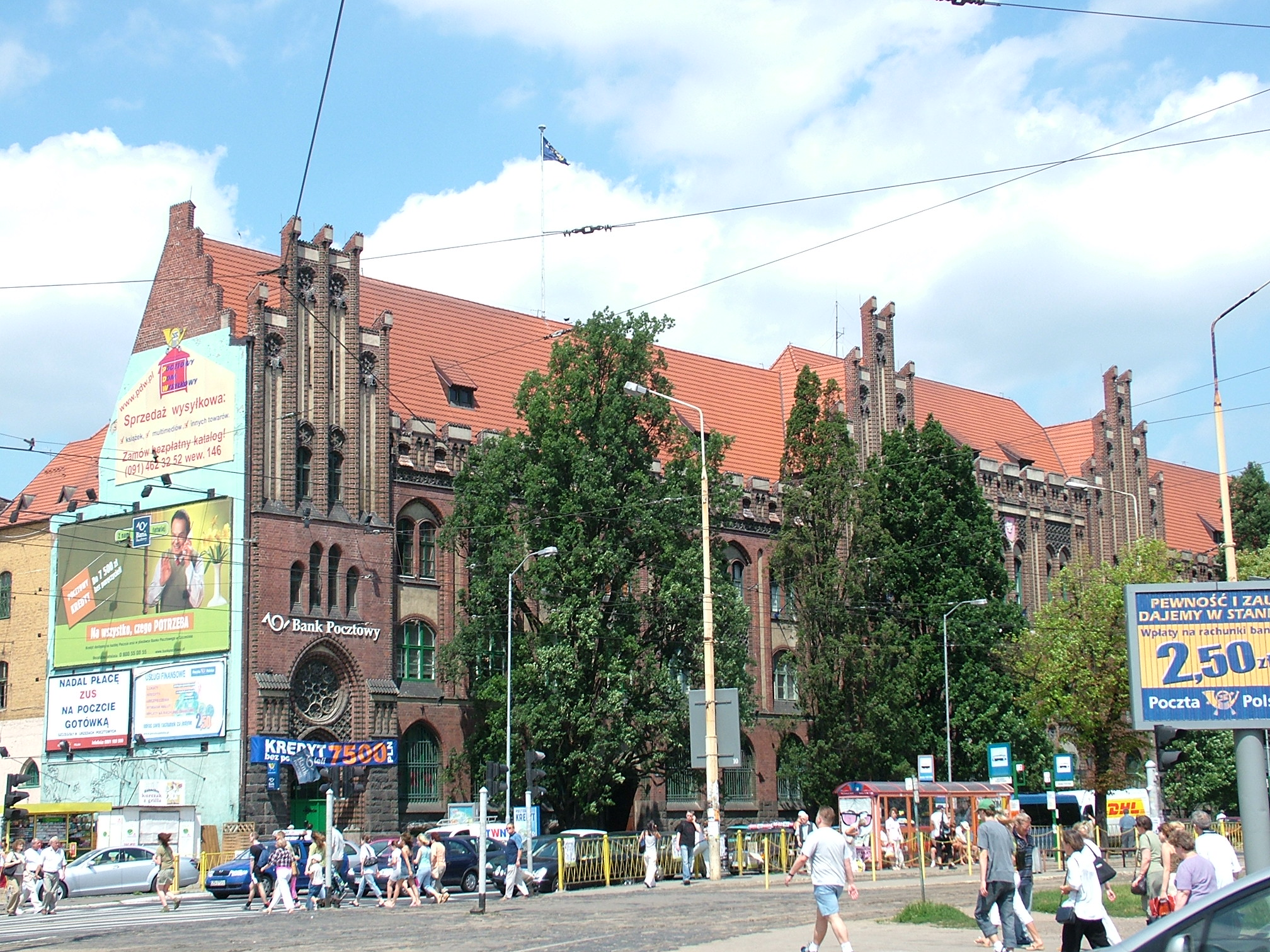
中央郵便局
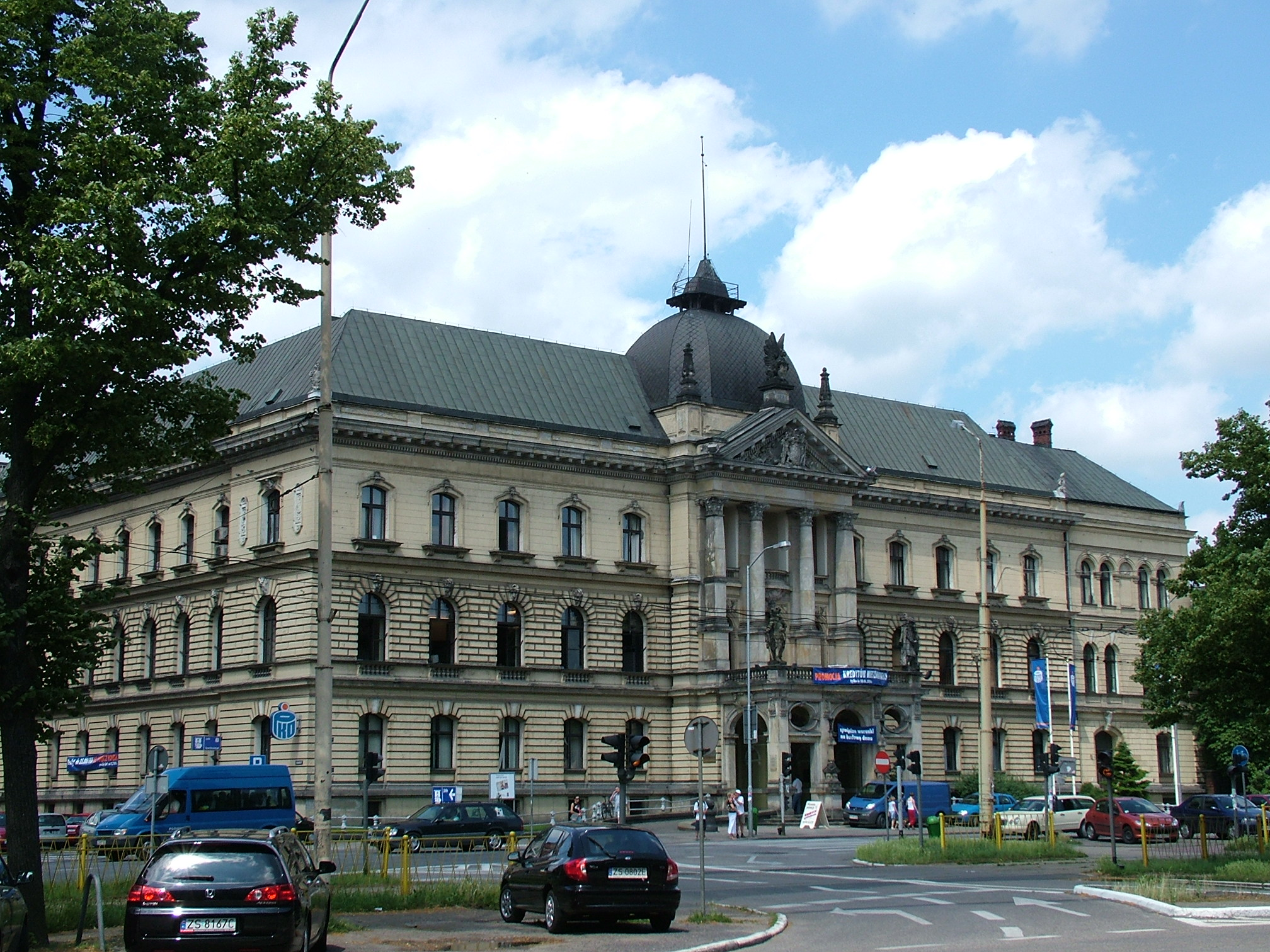
銀行
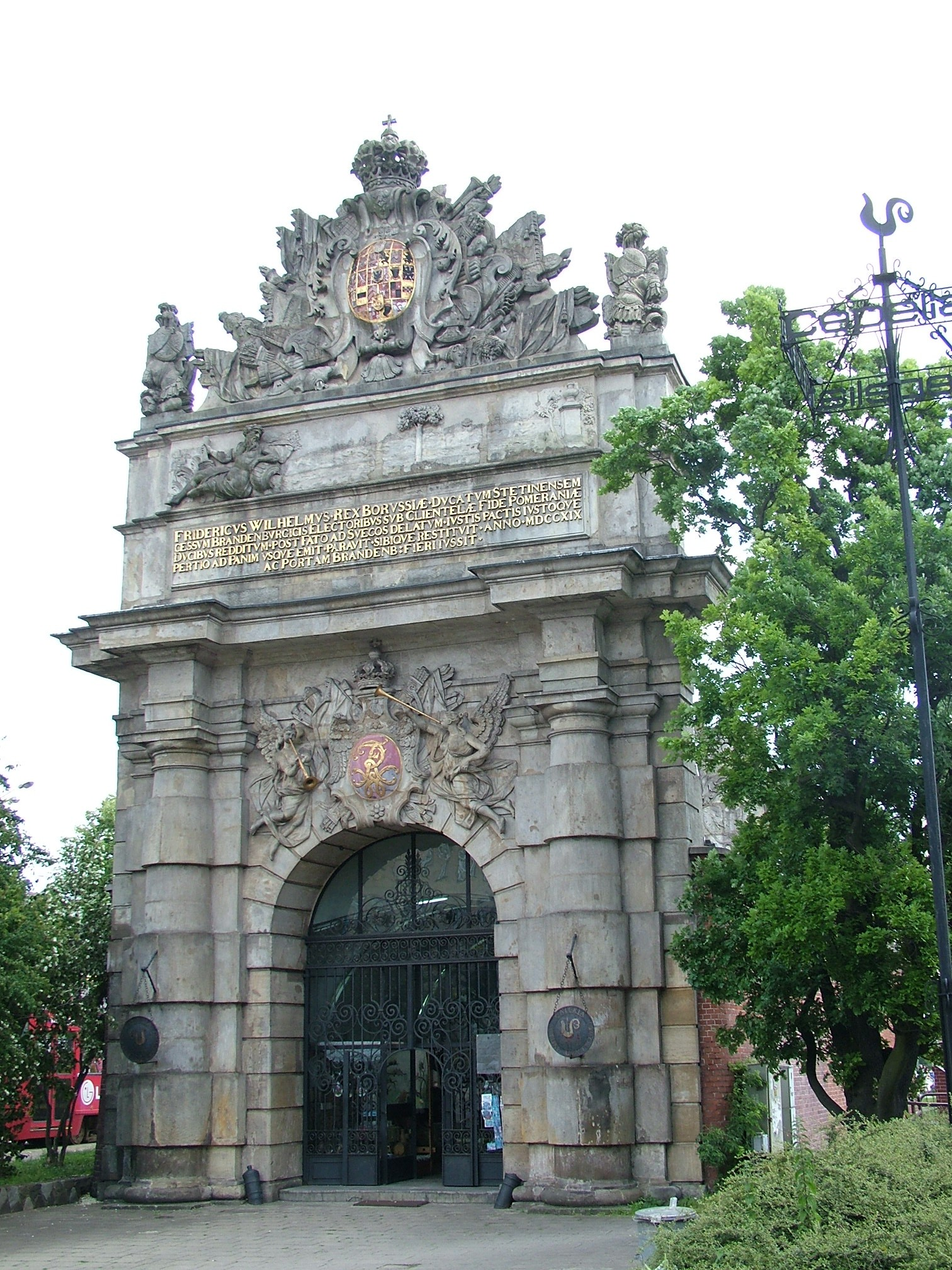
港の門
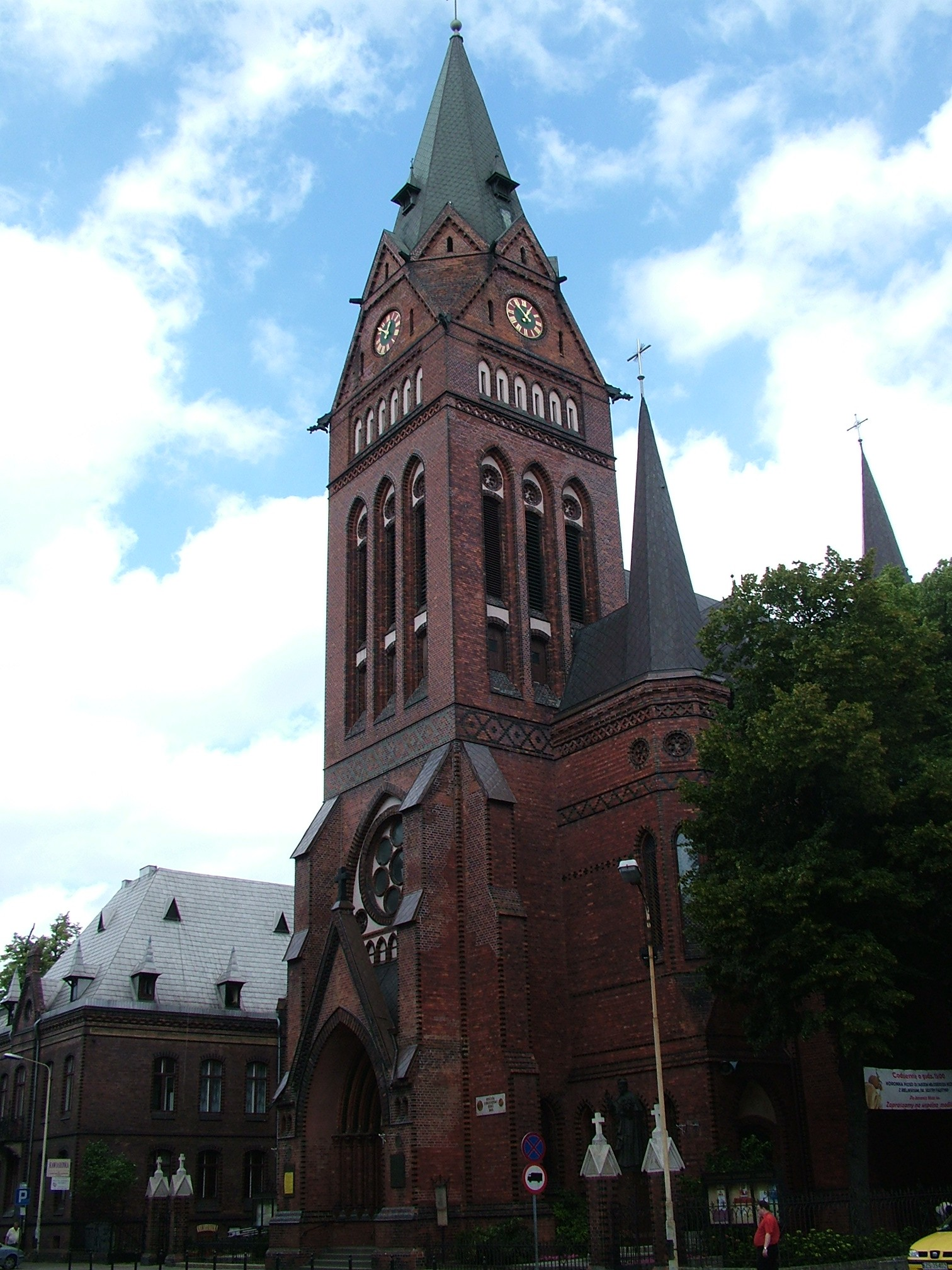
聖ヤン教会
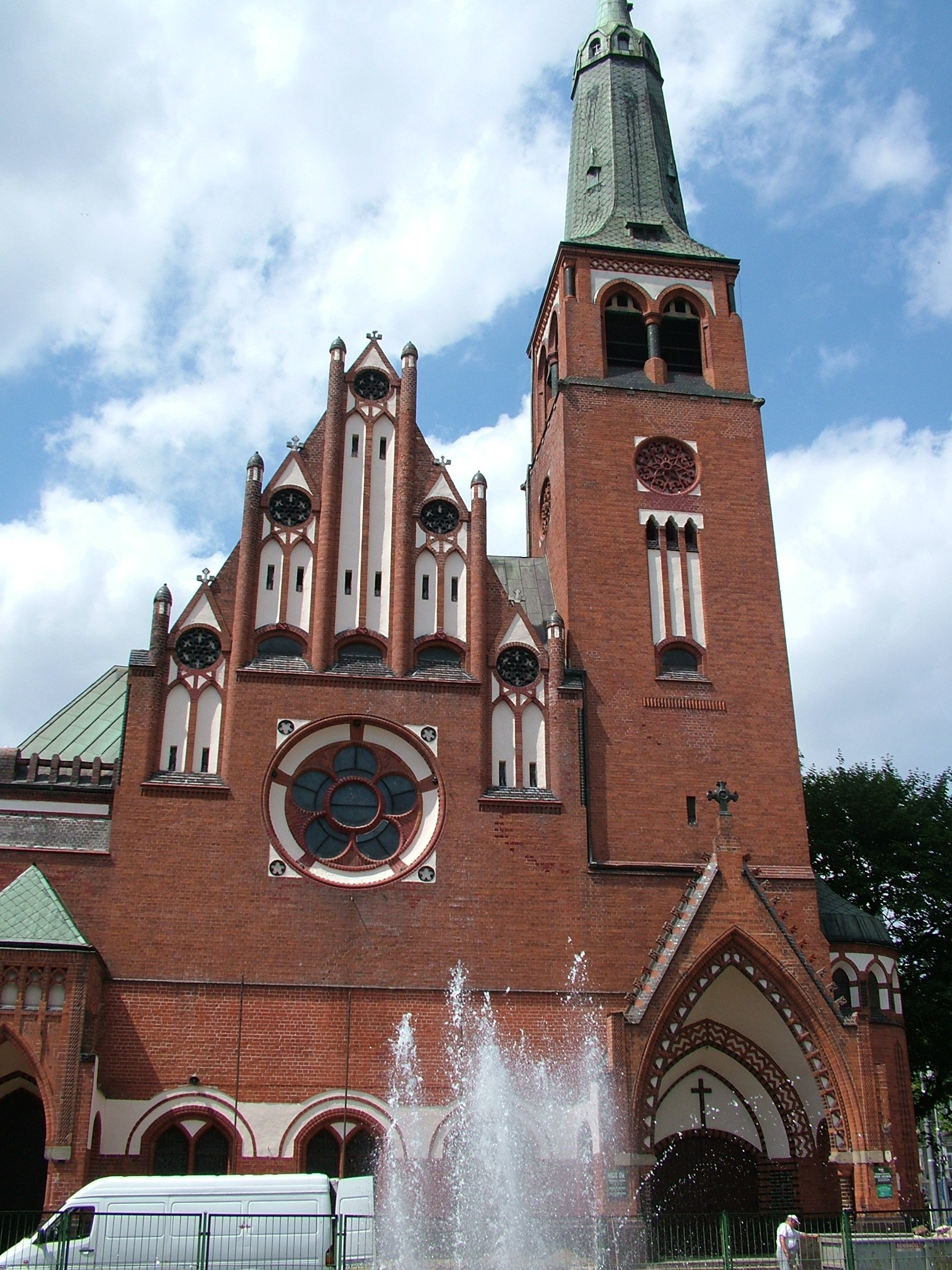
聖ヴォイチェフ（アダルベルト）教会
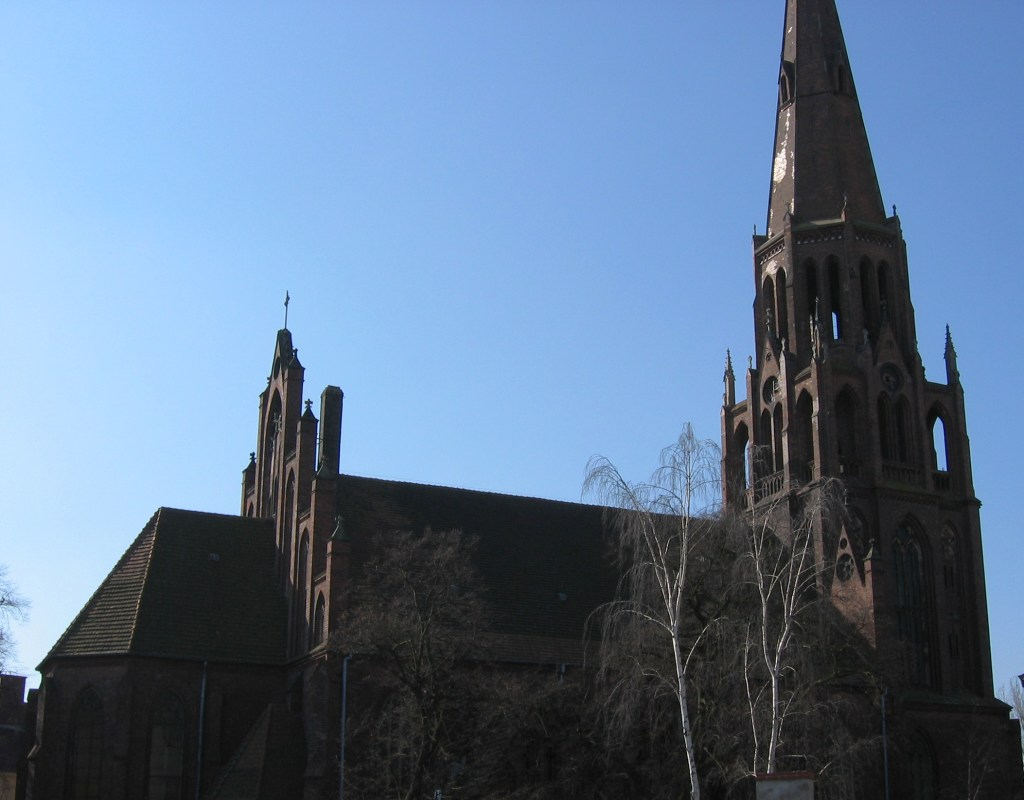
ドンビェ地区教会
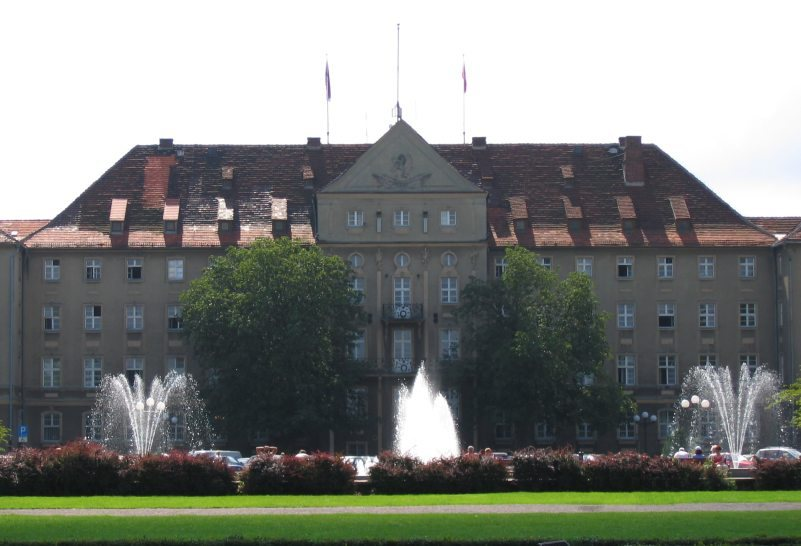
市庁舎
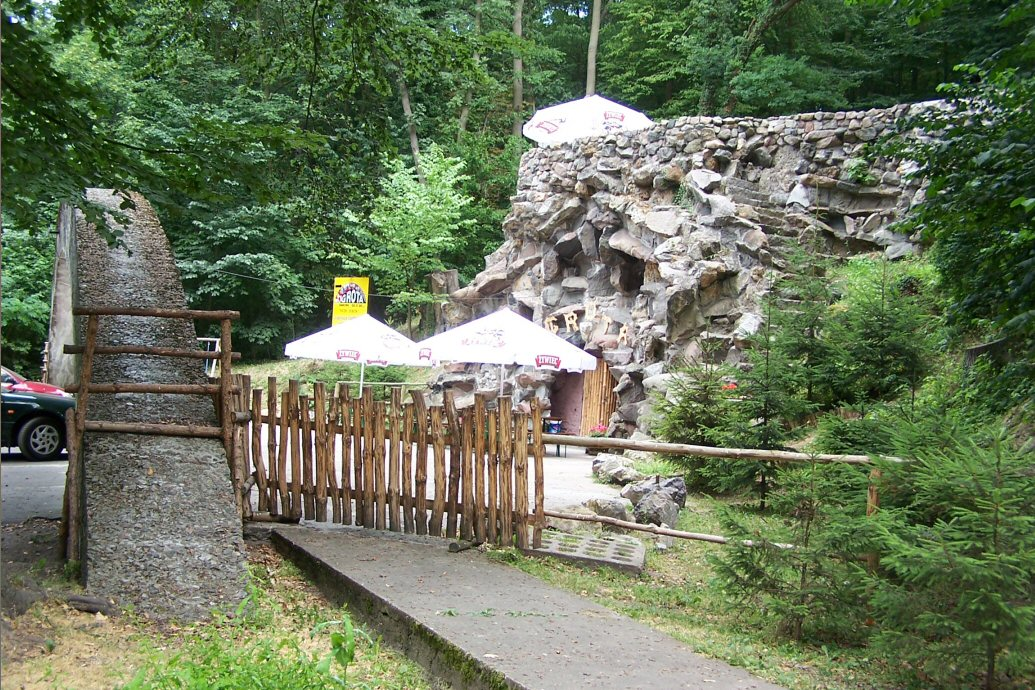
レストラン
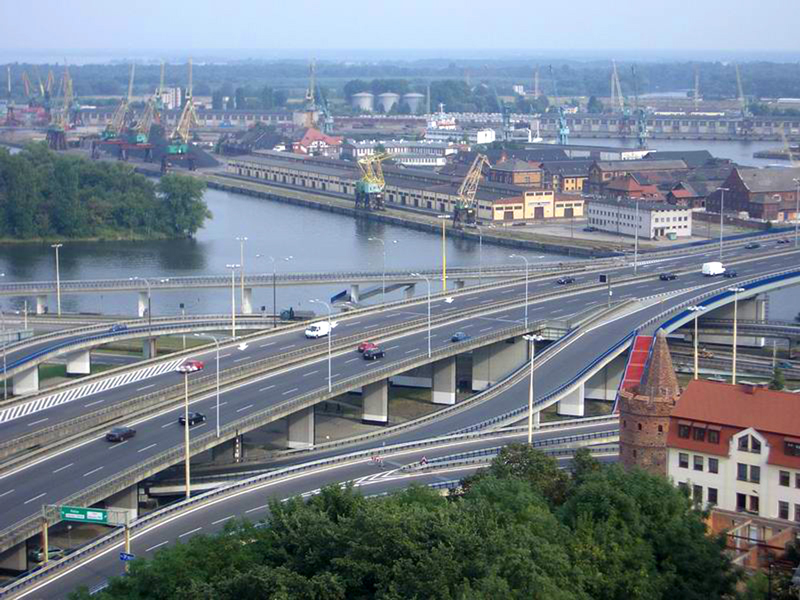
シュチェチン港
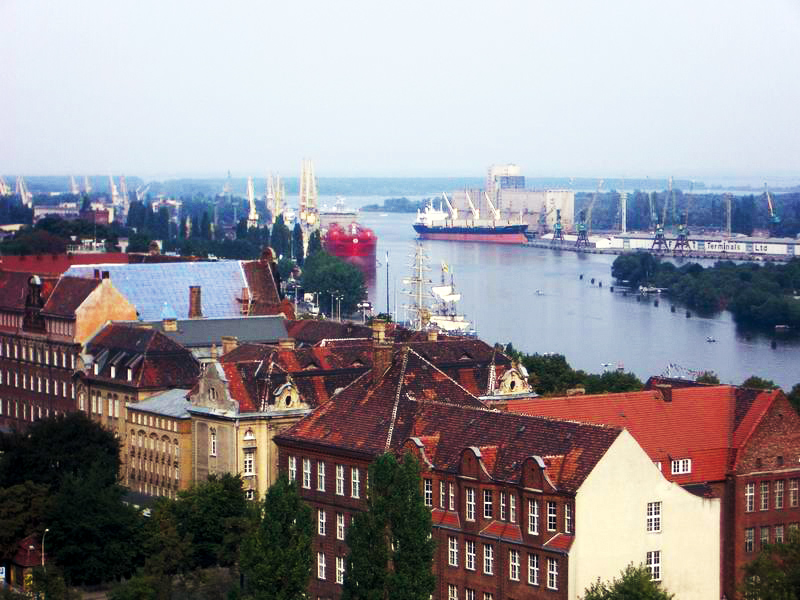
シュチェチン港

### ボルネ・スリノボ
第二次世界大戦前・中は、ナチス・ドイツが、大戦後はソビエト連邦が軍事拠点とした街。特に冷戦時には、核兵器の貯蔵施設が置かれたため、地図上から消滅する秘密都市となった。2020年代、旧ソビエト時代の軍事施設が補修、解放されつつあり、観光施設として注目されている。

## 地域区分
- ポモージェ